# 28. Oktober
Der 28. Oktober ist der 301. Tag des gregorianischen Kalenders (der 302. in Schaltjahren), somit bleiben 64 Tage bis zum Jahresende.

## Ereignisse

### Politik und Weltgeschehen
- 0306: Nachdem Maxentius, Sohn des im Jahr zuvor zurückgetretenen Kaisers Maximian, bei der Thronfolge nicht berücksichtigt worden ist, lässt er sich von den Prätorianern zum Herrscher (princeps invictus) Roms ausrufen.

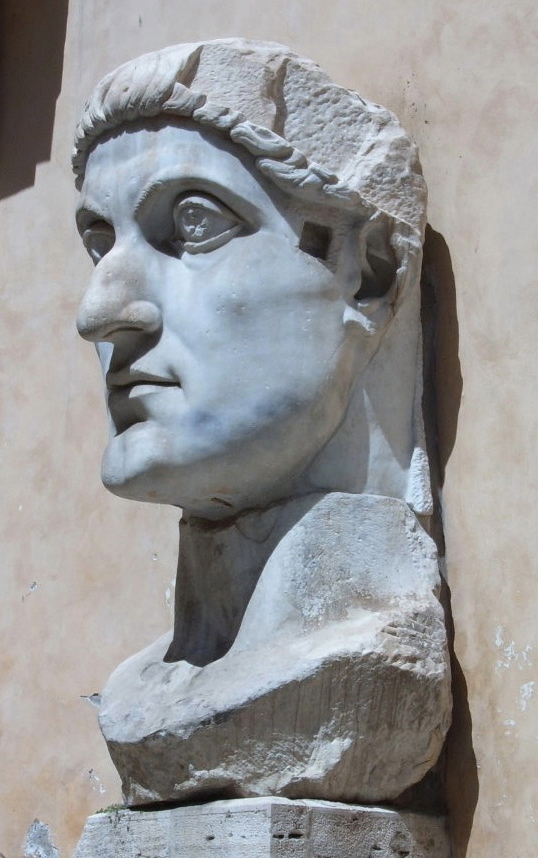
312: Kaiser Konstantin

- 0312: Der römische Kaiser Konstantin der Große siegt in der Schlacht an der Milvischen Brücke, sein Rivale Maxentius ertrinkt im Tiber. Konstantin wird dadurch Alleinherrscher im Westen des Römischen Reiches.
- 0797: Karl der Große erlässt das Capitulare Saxonicum. Das Gesetz ersetzt Todesstrafen durch Geldstrafen und stellt die unterworfenen Sachsen den anderen Völkern des Frankenreiches gleich.
- 1237: Erste urkundliche Erwähnung von Berlins Schwesterstadt Cölln (gelegen auf der Spreeinsel); dies gilt offiziell als Geburtstag Berlins.
- 1427: Friesische Freiheit: In der Schlacht auf den Wilden Äckern während der Befreiungskriege der Ostfriesischen Häuptlinge besiegt Focko Ukena den ostfriesischen Häuptling Ocko II. tom Brok endgültig und beendet damit die Herrschaft der tom Brok über Ostfriesland.
- 1444: Nach den schweren Verlusten der Armagnacs bei der Schlacht bei St. Jakob an der Birs sichert der französische Dauphin Ludwig im Frieden von Ensisheim den Eidgenossen beständige Freundschaft zu.
- 1462: Im Verlauf der Mainzer Stiftsfehde erobert Erzbischof Adolf II. von Nassau Mainz und beendet ihre Existenz als Freie Stadt.

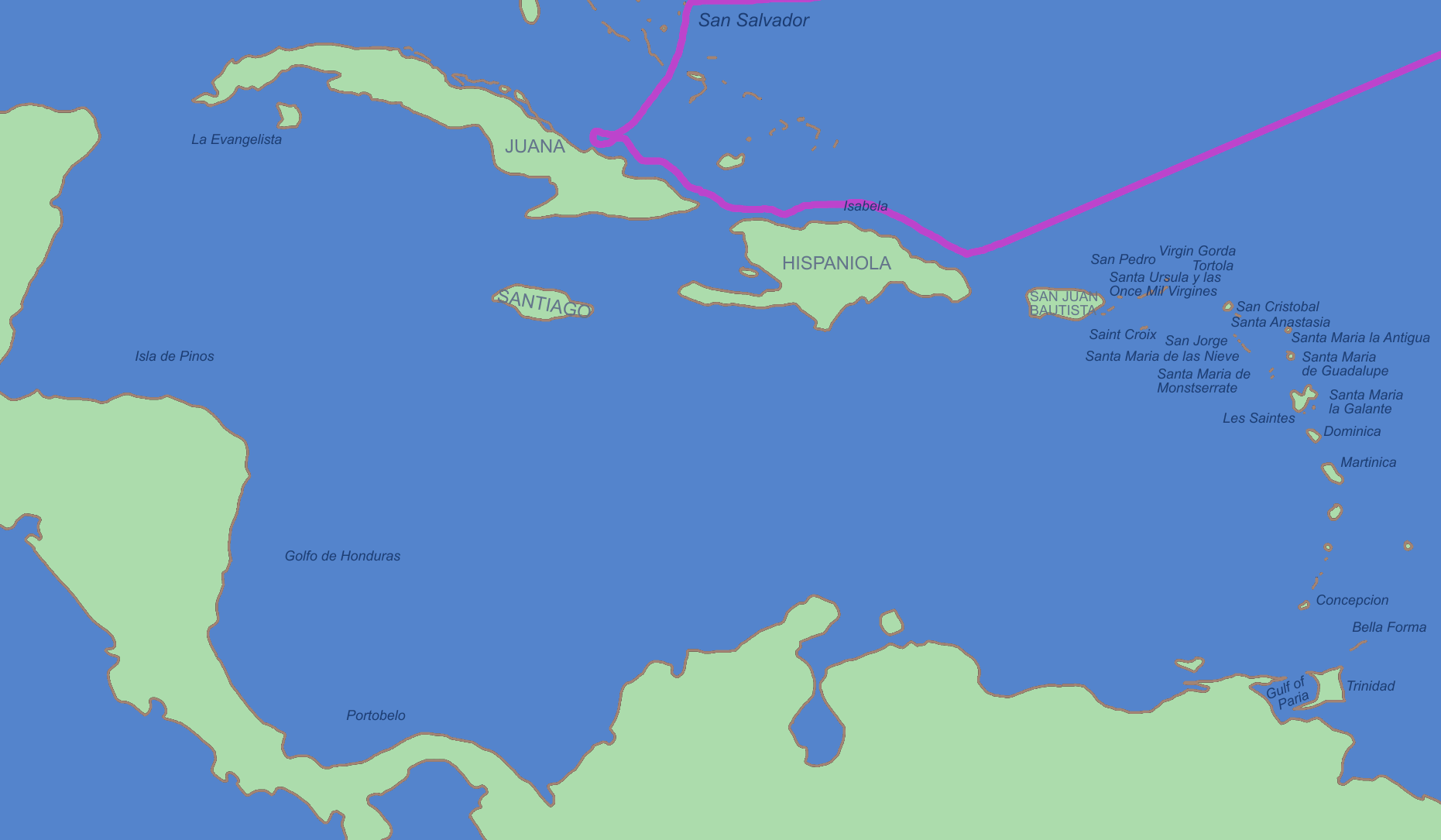
1492: Kolumbus’ erste Reise

- 1492: Christoph Kolumbus erreicht auf seiner ersten Reise die Insel Kuba.
- 1524: In den Italienischen Kriegen beginnt der französische König Franz I. mit seinem Heer die Belagerung der Stadt Pavia.
- 1599: In der Schlacht von Schellenberg bezwingen die Truppen Michaels des Tapferen in Siebenbürgen die Streitmacht des ungarischen Kardinals Andreas Báthory.

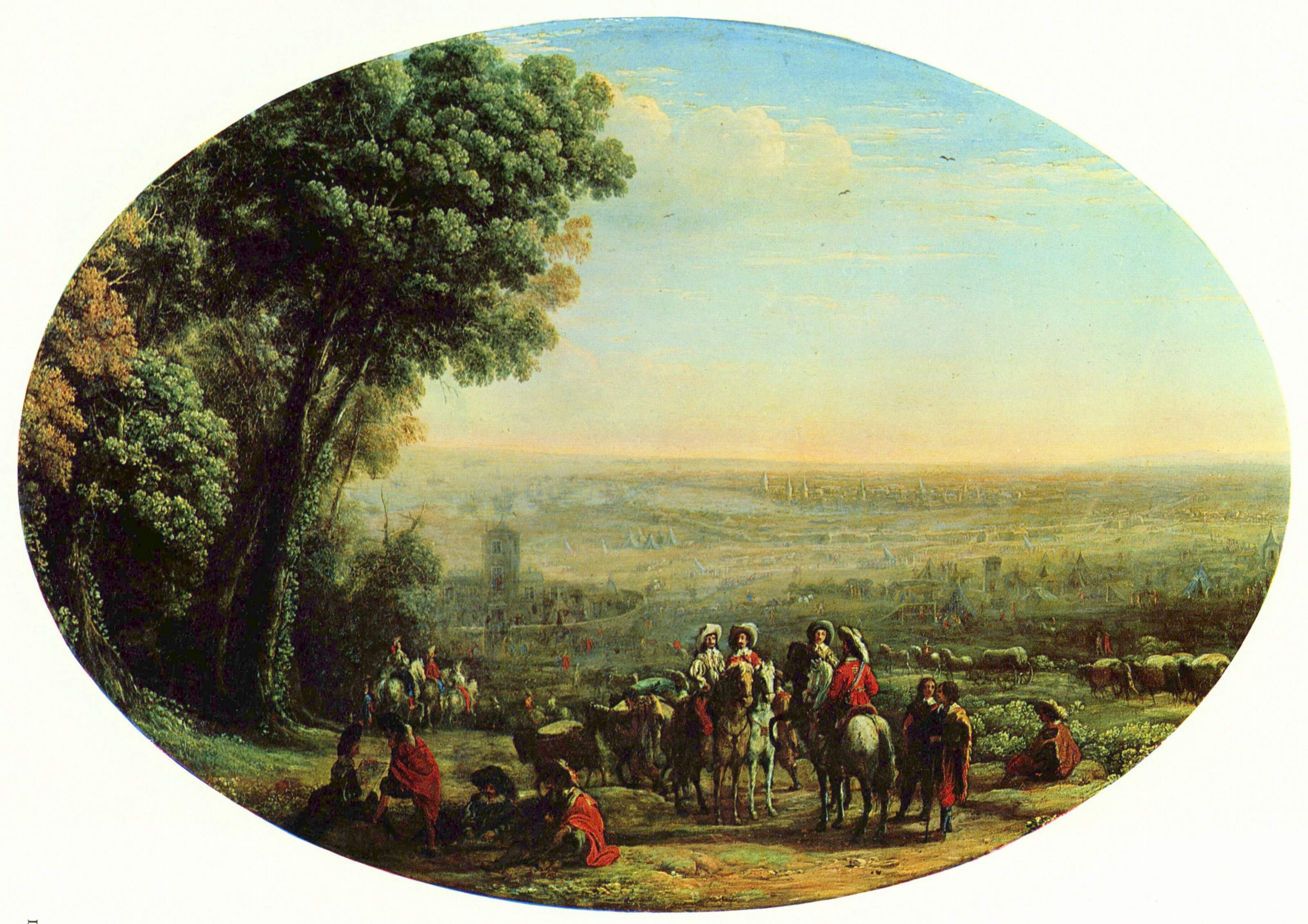
1628: Belagerung von La Rochelle

- 1628: Die Belagerung von La Rochelle durch Truppen des französischen Königs Ludwig XIII. endet mit der Kapitulation der von Hugenotten bewohnten Stadt.
- 1664: Der Duke of York, der spätere König Jakob II., gründet als Lord High Admiral ein Regiment, aus dem die Royal Marines werden.
- 1666: In Den Haag bilden die Generalstaaten, Dänemark, der Große Kurfürst Friedrich Wilhelm von Brandenburg und der Herzog von Braunschweig-Lüneburg eine Quadrupelallianz, um die Stadt Bremen vor einem Zugriff Schwedens zu schützen.
- 1776: In der Schlacht von White Plains bei New York City siegen im Amerikanischen Unabhängigkeitskrieg die Briten unter dem Befehl von William Howe mit Unterstützung eines hessischen Regiments über die amerikanischen Kolonisten unter George Washington. Ihre Chance, die Truppen der Siedler vollends zu vernichten, lassen sie jedoch ungenutzt.
- 1806: Das preußische Heer unter Fürst zu Hohenlohe-Ingelfingen kapituliert im Vierten Koalitionskrieg bei Prenzlau gegenüber den Franzosen unter Napoleon I.
- 1834: Beim Massaker von Pinjarra töten Polizeitruppen der britischen Kolonialisten in Australien bis zu 30 Aborigines, darunter auch Kinder.

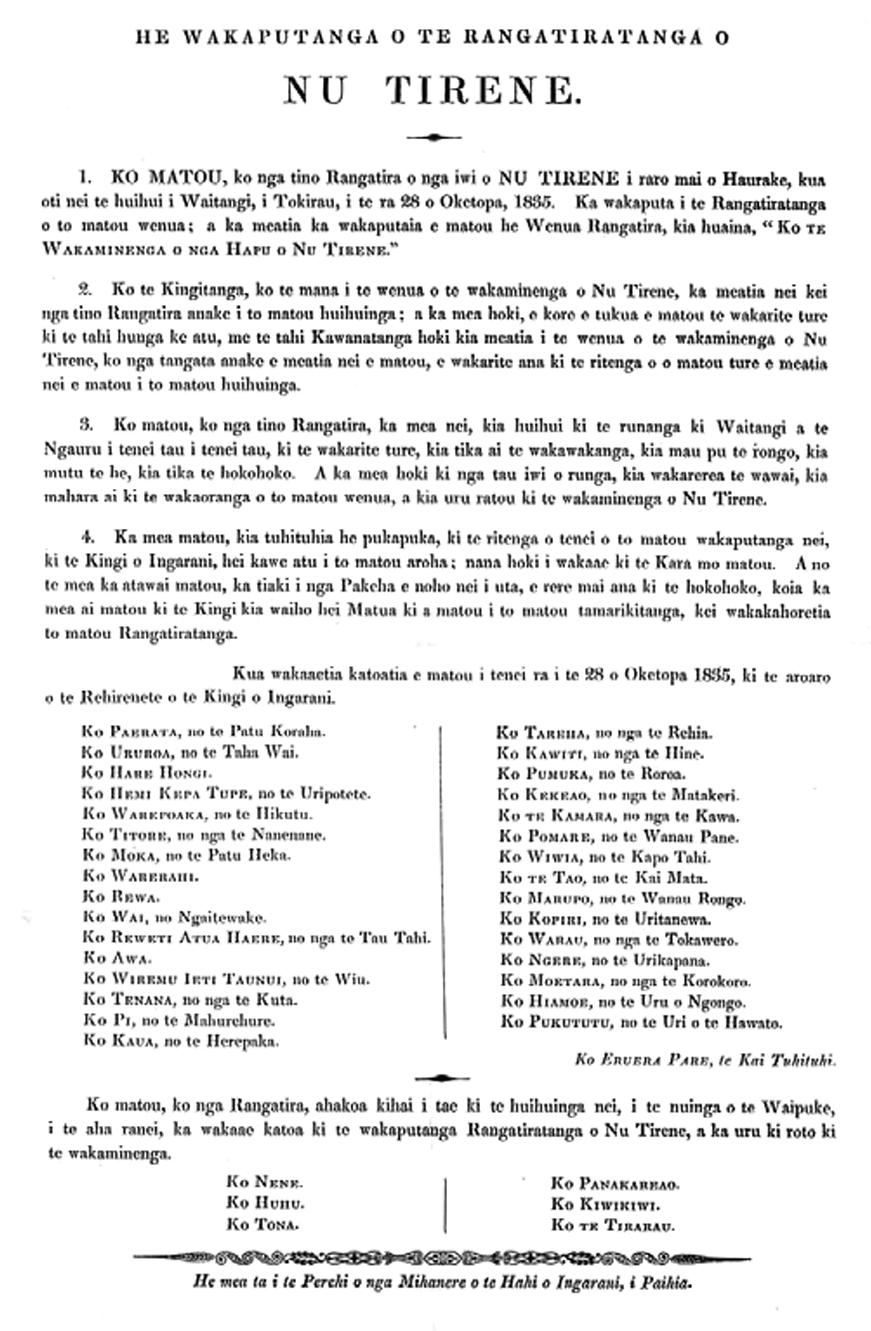
1835: Die Unabhängigkeitserklärung im Druck

- 1835: In Waitangi unterzeichnen 31 Māori-Oberhäupter die Unabhängigkeitserklärung Neuseelands.
- 1836: Die Republiken Nord-Peru und Süd-Peru bilden zusammen mit Bolivien die Peruanisch-Bolivianische Konföderation.
- 1884: Bei der Wahl zum 6. Deutschen Reichstag im Deutschen Kaiserreich verzeichnen die linksliberalen Parteien Verluste, während die Konservativen und Sozialdemokraten hinzugewinnen.
- 1894: Die Schutztruppe in Deutsch-Ostafrika unter Frhr. Friedrich v. Scheele erobert die von den Hehe unter Chief Mkwawa gehaltene Festung Kalenga bei Iringa, womit deren Aufstand weitgehend beendet wird.

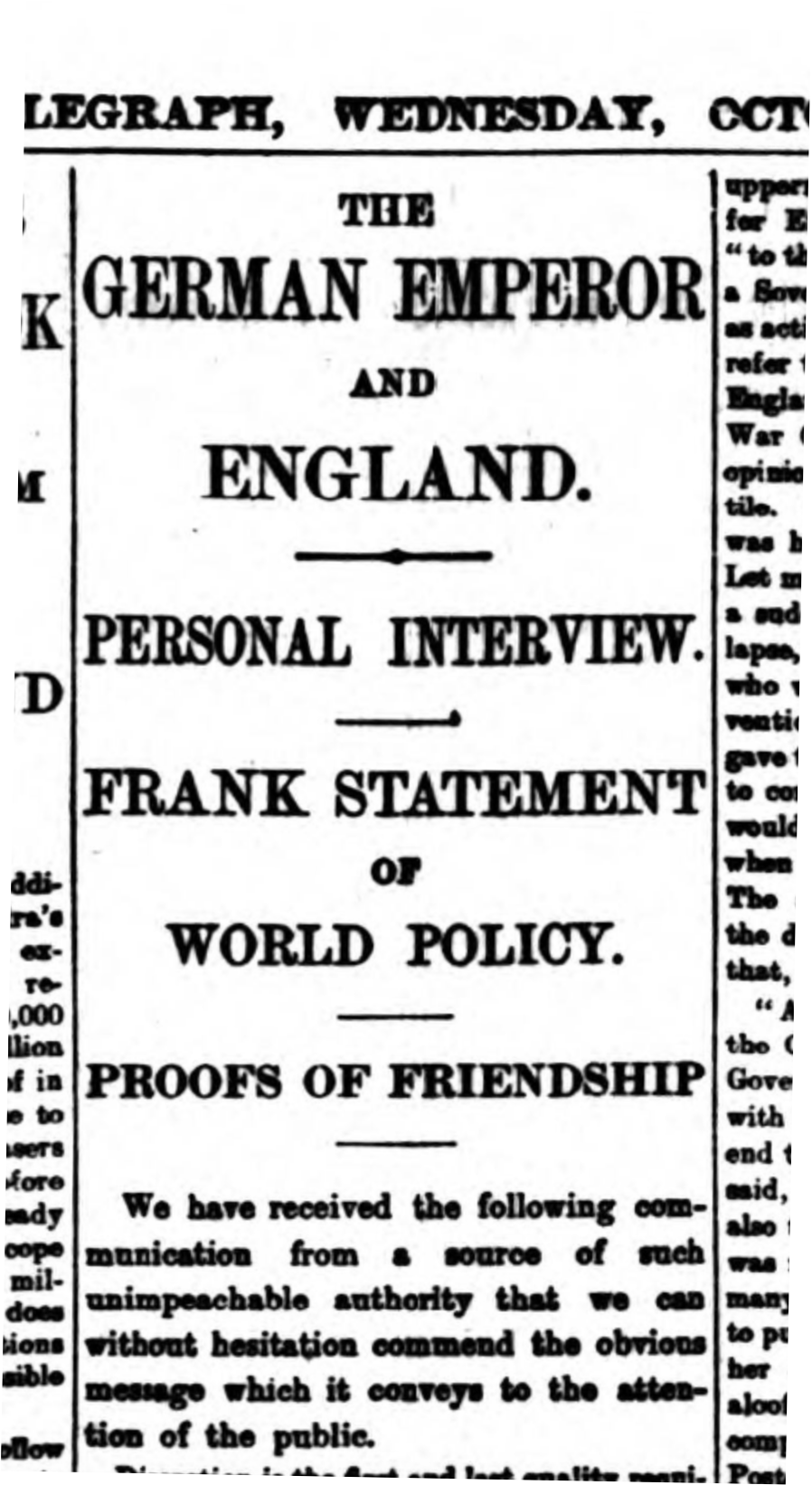
1908: Zeitungsmeldung des Daily Telegraph

- 1908: Ein Interview Kaiser Wilhelms II. mit dem Daily Telegraph löst die Daily-Telegraph-Affäre aus.
- 1918: In Prag wird die Erste Tschechoslowakische Republik ausgerufen.
- 1919: Entgegen dem Veto von Präsident Woodrow Wilson beschließt der US-Kongress den Volstead Act, der die Prohibition in den Vereinigten Staaten gesetzlich verfestigt.
- 1922: König Viktor Emanuel III. verweigert die Unterschrift unter das von der italienischen Regierung unter Luigi Facta ausgearbeitete Notstandsdekret, mit dem letztere dem von Benito Mussolinis Faschisten organisierten Marsch auf Rom entgegentreten wollte. Die Entscheidung des Königs zieht einen Tag später Mussolinis Machtergreifung nach sich.
- 1940: Nach dem überlieferten einfachen όχι (nein) des griechischen Diktators Ioannis Metaxas auf Mussolinis Ultimatum zur Besetzung des Landes beginnt im Zweiten Weltkrieg von Albanien aus der Angriff Italiens auf Griechenland. In Griechenland ist dieser Tag Nationalfeiertag seit dem Zweiten Weltkrieg.
- 1960: In Bonn wird der Bundestagsabgeordnete Alfred Frenzel verhaftet. Es besteht Spionageverdacht zu Gunsten der Tschechoslowakei.
- 1962: Mit dem Einlenken Chruschtschows wird die Kubakrise beendet. Die auf Kuba stationierten Raketenstellungen werden in der Folge abgebaut.
- 1982: Bei den Wahlen in Spanien gewinnen die Sozialisten (PSOE) mit 48,3 Prozent der Wählerstimmen die Mehrheit mit 202 von 343 Sitzen im Parlament. Felipe González wird damit neuer designierter Ministerpräsident des Landes.
- 1992: In Hongkong treffen Vertreter der Volksrepublik China und der Republik China auf Taiwan zu dreitägigen politischen Konsultationen zusammen, deren Ergebnis später unter der Bezeichnung „Konsens von 1992“ bekannt wird.
- 1995: António Guterres wird neuer portugiesischer Ministerpräsident.

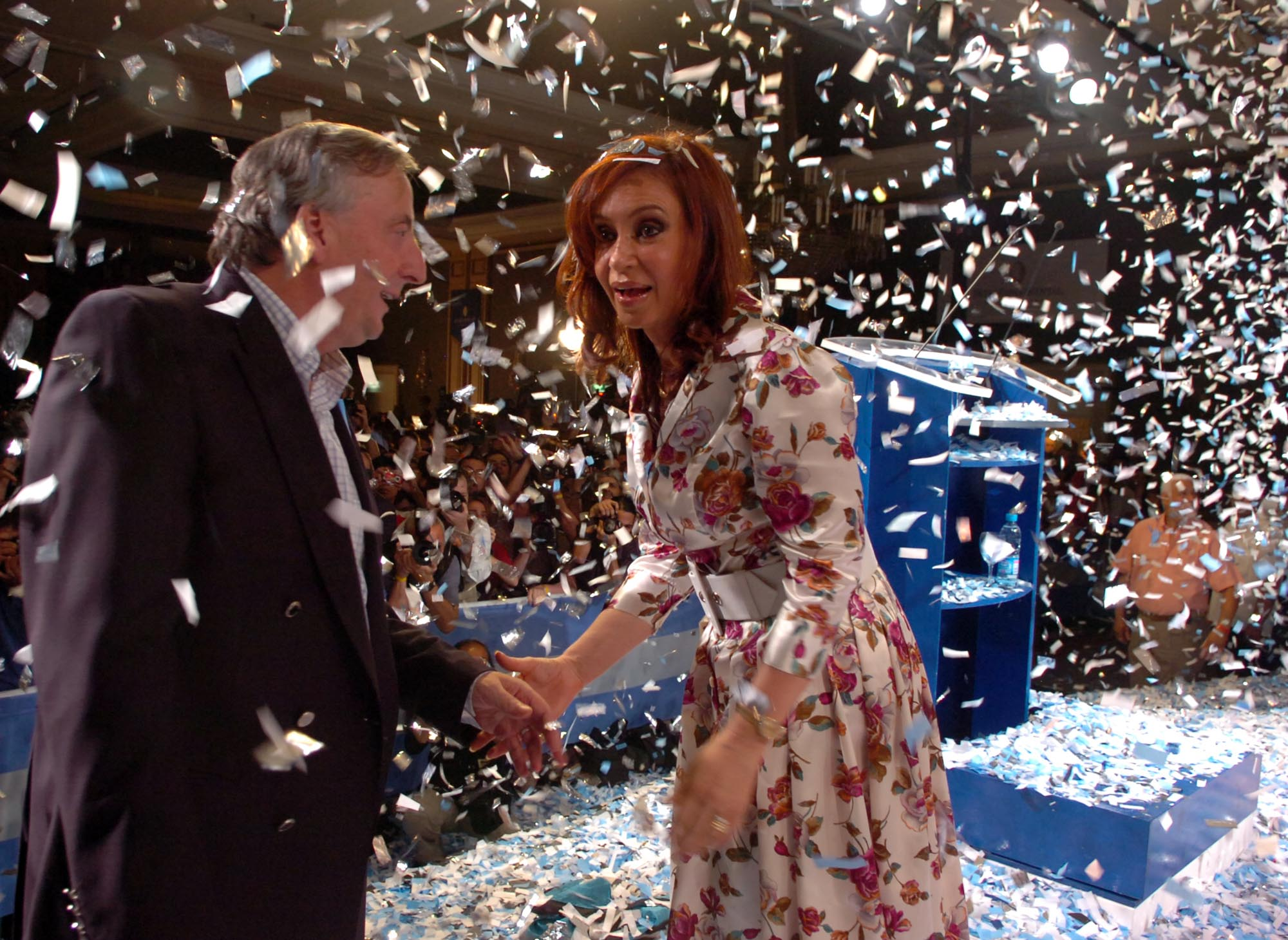
2007: Cristina mit Néstor Kirchner bei ihrem Wahlsieg

- 2007: Bei den Präsidentschaftswahlen in Argentinien wird mit der ehemaligen Präsidentengattin Cristina Fernández de Kirchner erstmals eine Frau in das höchste Amt Argentiniens gewählt. Bei den gleichzeitig stattfindenden Parlamentswahlen wird auch ihre Partei, die peronistische Frente para la Victoria gestärkt.

### Wirtschaft
- 1848: Auf der Strecke Barcelona–Mataró verkehrt in Spanien die erste Eisenbahn auf der Iberischen Halbinsel.

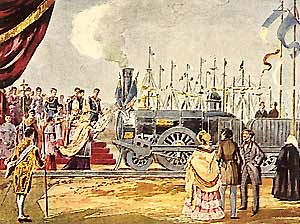
1856: Eröffnung der ersten Eisenbahnlinie in Portugal

- 1856: Lissabon erlebt die Eröffnung der ersten portugiesischen Eisenbahnlinie zwischen dem Bahnhof Santa Apolónia und der Station in Carregado.
- 1858: Rowland Hussey Macy eröffnet mit Partnern ein Ladengeschäft in New York City. Es expandiert im Laufe der Zeit zum weltweit größten Kaufhaus Macy’s.
- 1927: Juan Terry Trippe gründet in Key West, Florida, die Fluglinie Pan American World Airways.
- 1998: Bill Clinton unterzeichnet das am 8. Oktober durch den US-Senat verabschiedete Digital Millennium Copyright Act, das die Rechte von Copyright-Inhabern in den USA erweitert.
- 2008: Nach der Ankündigung von Porsche, unter Berücksichtigung der gehaltenen Optionsscheine 74 % der Stammaktien der Volkswagen AG zu besitzen, explodiert der Kurswert der VW-Aktie zum DAX-Handelsstart auf ein Allzeithoch von über 1000 Euro. VW ist damit kurzfristig das teuerste Unternehmen der Welt. Spekulanten hatten mit Leerverkäufen auf fallende Kurse gesetzt und waren gezwungen gewesen, sich mit VW-Aktien einzudecken.

### Wissenschaft und Technik
- 1538: Papst Paul III. genehmigt die Gründung der Universität in Santo Domingo.

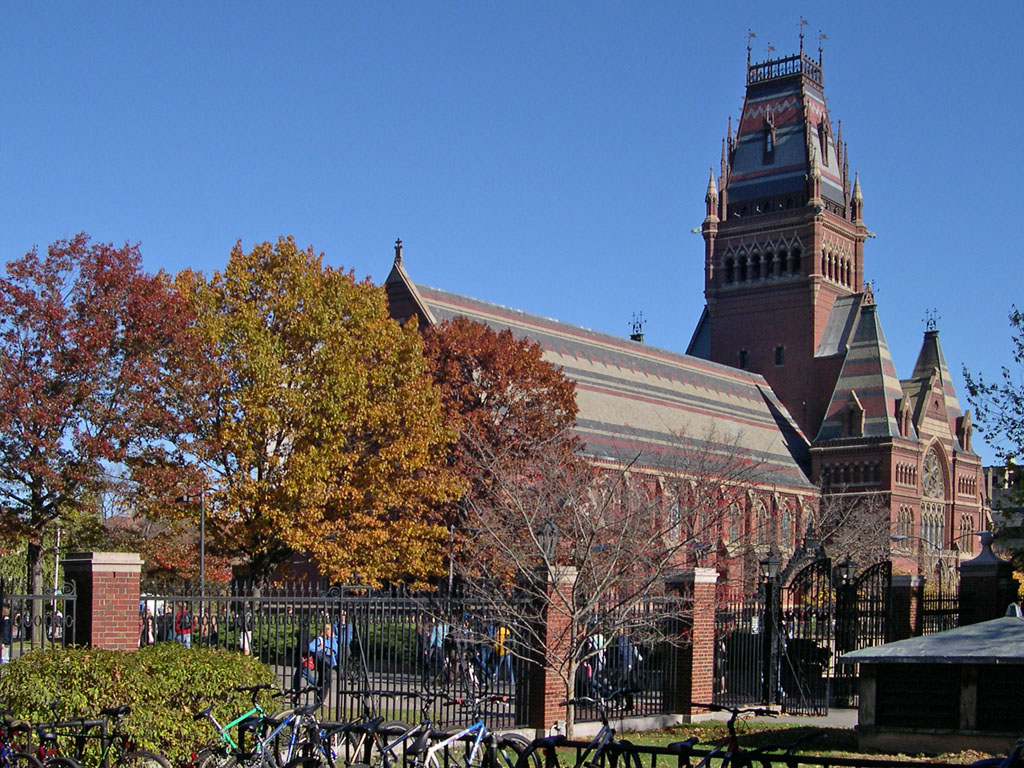
1636: Harvard College

- 1636: In Cambridge wird die Harvard-Universität gegründet. Ihren Namen verdankt sie ihrem ersten Wohltäter John Harvard.
- 1767: Philipp Carteret entdeckt die Admiralitätsinseln wieder, die holländischen Seefahrern schon bekannt waren.

1869: Das Periodensystem der Elemente

- 1869: Dmitri Iwanowitsch Mendelejew veröffentlicht das Periodensystem der Elemente.

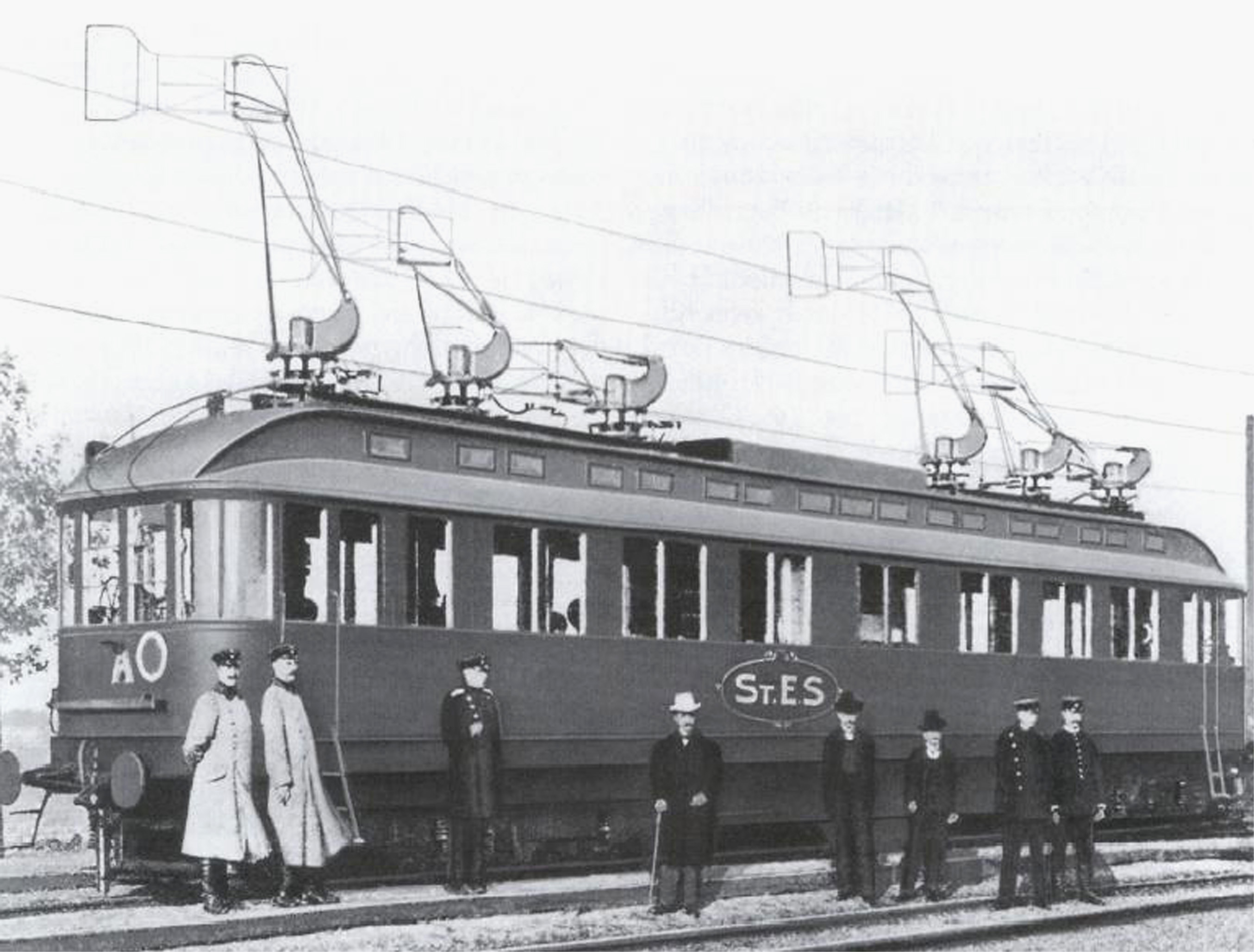
1903: Weltrekord 210 km/h mit einer Drehstrom-Schnellbahn

- 1903: Auf der Militärbahnstrecke Marienfelde-Zossen erreicht ein Drehstrom-Versuchstriebwagen die Rekordgeschwindigkeit von 210 km/h
- 1908: Beim ersten Motorflug in Deutschland legt Hans Grade in Magdeburg mit seinem selbstgebauten Dreidecker 100 m zurück, bevor es zur Bruchlandung kommt.
- 1937: Karl Wilhelm Reinmuth entdeckt den Asteroiden (69230) Hermes.
- 1971: In Woomera startet Großbritannien mit der Trägerrakete Black Arrow erfolgreich den Satelliten Prospero.

### Kultur
- 1788: In Biberach an der Riß findet die Uraufführung der komischen Oper Der lahme Husar von Justin Heinrich Knecht statt.

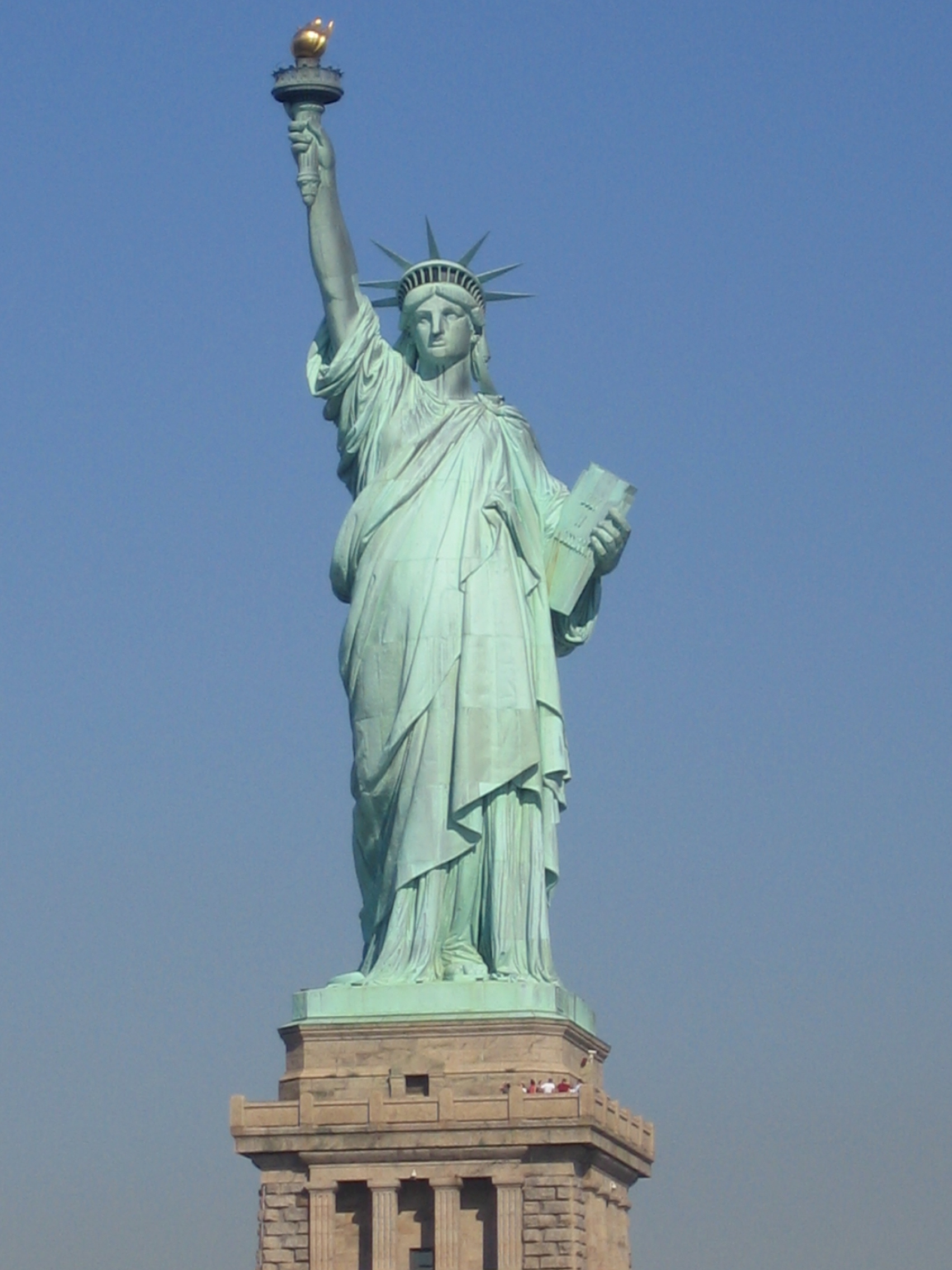
1886: Freiheitsstatue

- 1886: Die 92 Meter hohe Freiheitsstatue in New York, ein Geschenk Frankreichs, wird vom US-Präsidenten Stephen Grover Cleveland eingeweiht.
- 1888: Am Korsch-Theater in Moskau wird der Einakter Der Bär von Anton Tschechow uraufgeführt. Der Dichter selbst nennt sein Stück einen „Scherz“.
- 1893: Pjotr Iljitsch Tschaikowski dirigiert die Uraufführung seiner 6. Sinfonie in Sankt Petersburg selbst. Tschaikowskis letztes Werk, das auf Anregung seines Bruders am nächsten Tag Pathétique genannt wird, wird vom Publikum jedoch nur mit mäßiger Begeisterung aufgenommen.
- 1905: Das Düsseldorfer Schauspielhaus wird mit der Aufführung von Friedrich Hebbels Judith eingeweiht.
- 1915: Unter der Leitung des Komponisten wird Eine Alpensinfonie von Richard Strauss uraufgeführt.
- 1948: Am Nationaltheater in Prag erfolgt die Uraufführung der Oper Drei Haare des Väterchens Allwissend von Rudolf Karel.
- 1954: Ernest Hemingway wird der Nobelpreis für Literatur verliehen.
- 1981: Die Metal-Band Metallica wird gegründet.
- 1992: Loriots Der Ring an einem Abend wird mit Kräften des Mannheimer Nationaltheaters uraufgeführt.

### Gesellschaft
- 1533: Zum Zweck eines geplanten Bündnisses mit dem Kirchenstaat heiraten der französische Prinz Heinrich II. von Frankreich und Katharina von Medici.

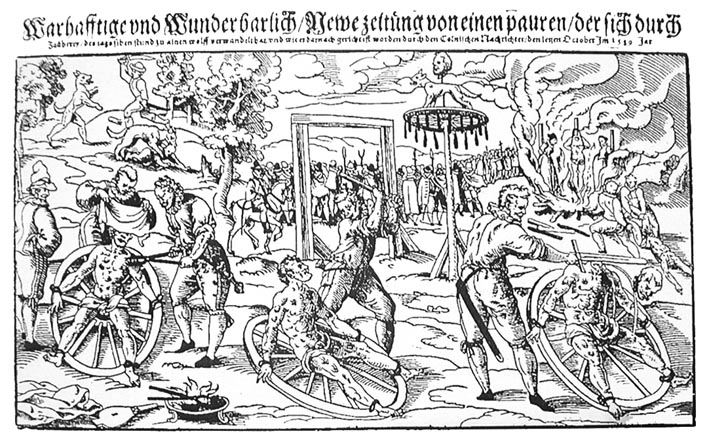
1589: Hinrichtung Peter Stumps

- 1589: Der vermutlich geisteskranke Peter Stump wird von der Gerichtsbarkeit in Bedburg schuldig gesprochen, in Gestalt eines Werwolfes mindestens 16 Morde, Vergewaltigungen sowie Inzest begangen zu haben. Des Weiteren werden ihm Zauberei und das Zusammenleben mit einer „Teufelin“ vorgeworfen. Wenige Tage später wird er durch Rädern und Enthauptung hingerichtet. Nach Stump werden Werwölfe im Rheinland bis heute Stüpp genannt.

### Religion
- 1061: In Basel wird auf Veranlassung des römisch-deutschen Königs Heinrich IV. der Bischof von Parma, Pietro Cadalus, zum Gegenpapst Honorius II. gewählt, nachdem Papst Alexander II. am 30. September ohne Beteiligung der kaiserlichen Partei Kirchenoberhaupt geworden ist.
- 1958: Am vierten Tag des Konklaves wird Angelo Giuseppe Roncalli als Nachfolger des verstorbenen Pius XII. zum Papst gewählt und nimmt den Namen Johannes XXIII. an.
- 1965: Das Zweite Vatikanische Konzil verabschiedet neben anderem die Erklärung Nostra Aetate zum Verhältnis zu den nichtchristlichen Religionen.
- 2003: Die Vereinigung des Katholischen Apostolates wird vom Päpstlichen Rat für die Laien als Vereinigung von Gläubigen errichtet.

### Katastrophen
- 1707: Das Hōei-Erdbeben verursacht mehr als 5.000 Tote in Japan.
- 1746: Bei einem Erdbeben der Stärke 8,4 im Gebiet Limas in Peru kommen rund 18.000 Menschen ums Leben. Die Hafenstadt Callao wird durch den anschließenden Tsunami praktisch ausgelöscht.
- 1891: Das Mino-Owari-Erdbeben erschüttert Japan. Es ist das bisher zweitgrößte in der Geschichte des Landes und verursacht 7.273 Tote, 17.175 Verletzte und etwa 140.000 zerstörte Häuser. Seine Stärke wird auf 8,0 taxiert.
- 1995: Ein vollbesetzter Zug der Metro Baku gerät in einem Tunnel in Brand. 303 Menschen sterben, 269 kommen mit Verletzungen davon. Es ist die bislang schwerste U-Bahn-Katastrophe weltweit.

Kleinere Unglücksfälle sind in den Unterartikeln von Katastrophe und in der Liste von Katastrophen aufgeführt.

### Sport
- 1900: Nach über fünf Monaten Dauer gehen in Paris die II. Olympischen Sommerspiele mit der Schlussfeier zu Ende.
- 1908: Der schwedische Sportverein Örebro SK wird gegründet.
- 1951: Der Argentinier Juan Manuel Fangio gewinnt auf dem Circuit de Pedralbes im abschließenden Rennen der Saison den Großen Preis von Spanien und wird zugleich Weltmeister in der Formel 1.
- 1993: Bei der Qualifikation für die Fußballweltmeisterschaft in der Asiatischen Zone kommt es zur Tragödie von Doha. Dem Irak gelingt in der 92. Minute des Spiels der Ausgleich gegen Japan. Damit werden die japanischen Hoffnungen auf eine Teilnahme am WM-Turnier zunichte, stattdessen darf Südkorea 1994 in die USA fahren.
- 2023: Südafrika gewinnt das Finale der Rugby-Union-Weltmeisterschaft in Paris 12:11 gegen Neuseeland.

Einträge von Leichtathletik-Weltrekorden befinden sich unter der jeweiligen Disziplin unter Leichtathletik.

## Geboren

### Vor dem 18. Jahrhundert

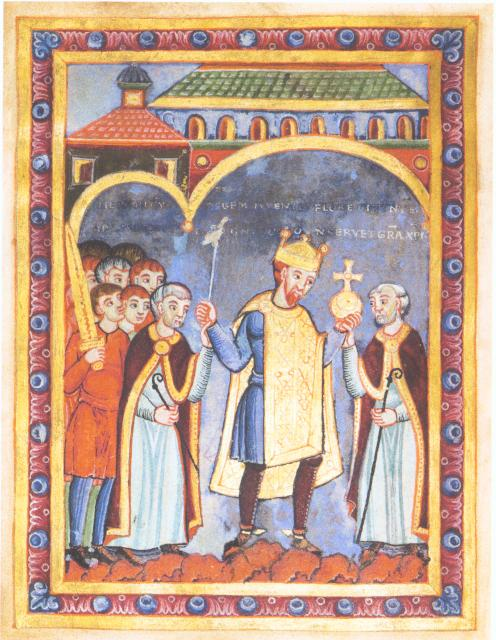
Heinrich III. (* 1017)
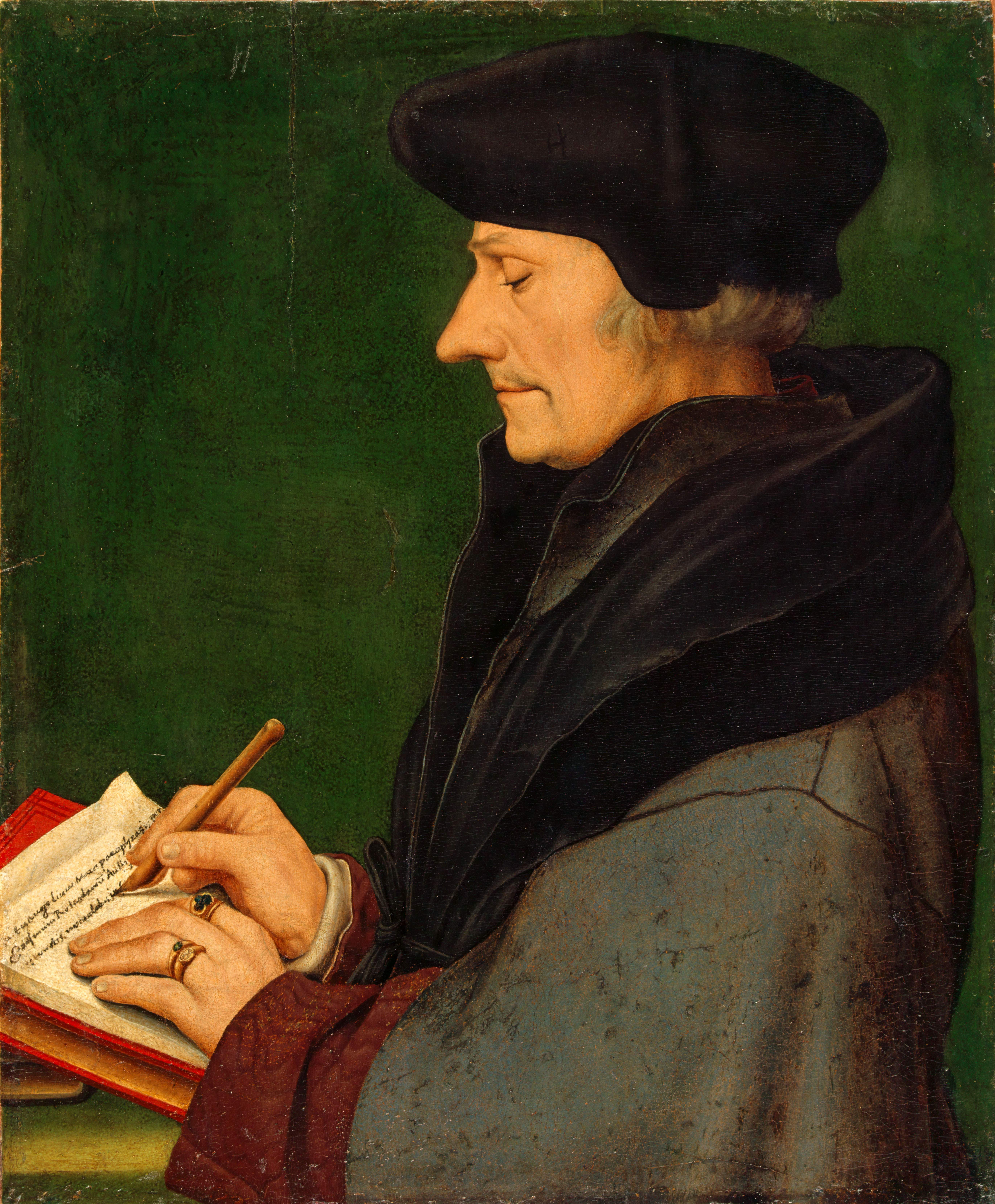
Erasmus von Rotterdam (* 1469)
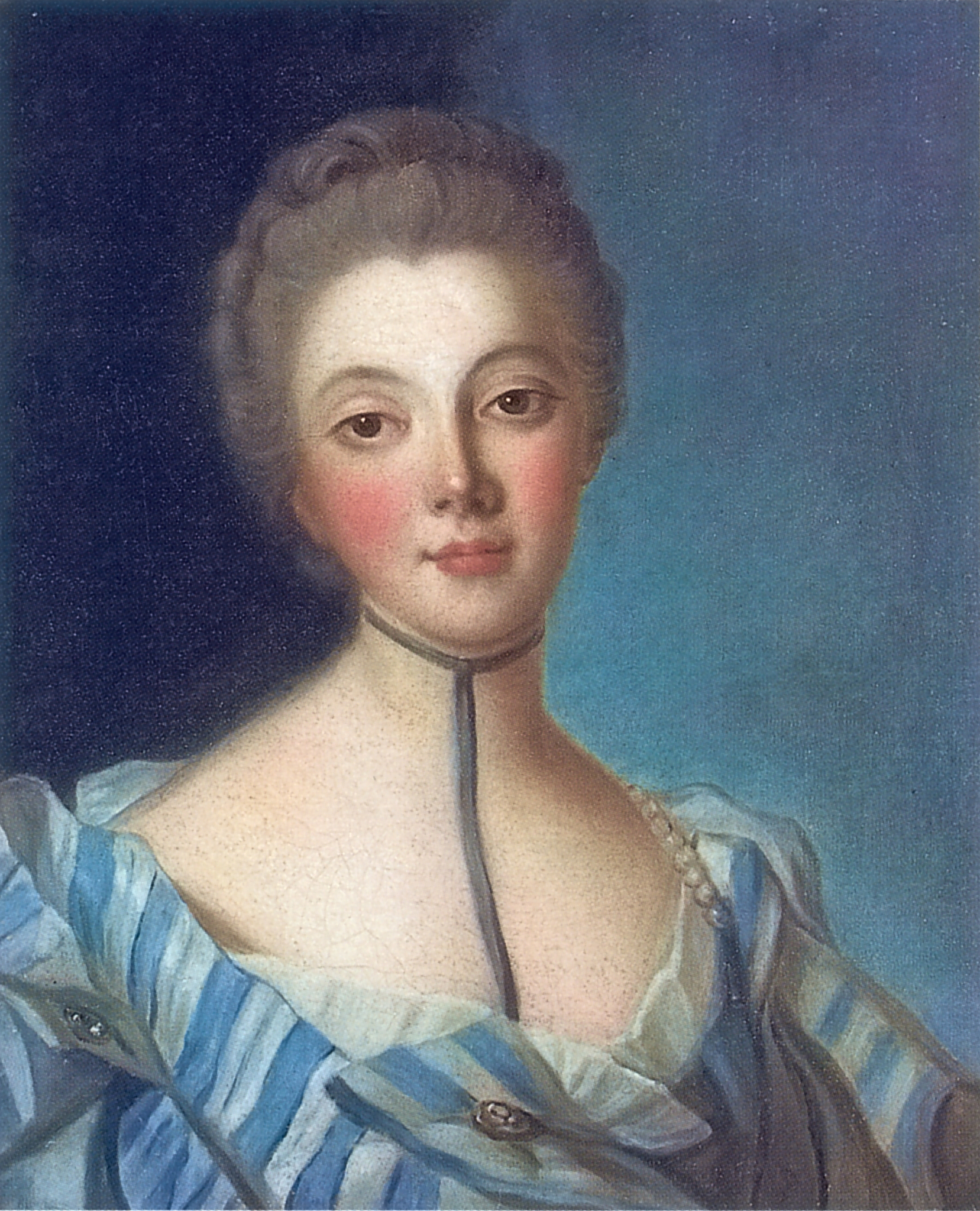
Louise Marie Madeleine Fontaine (* 1706)
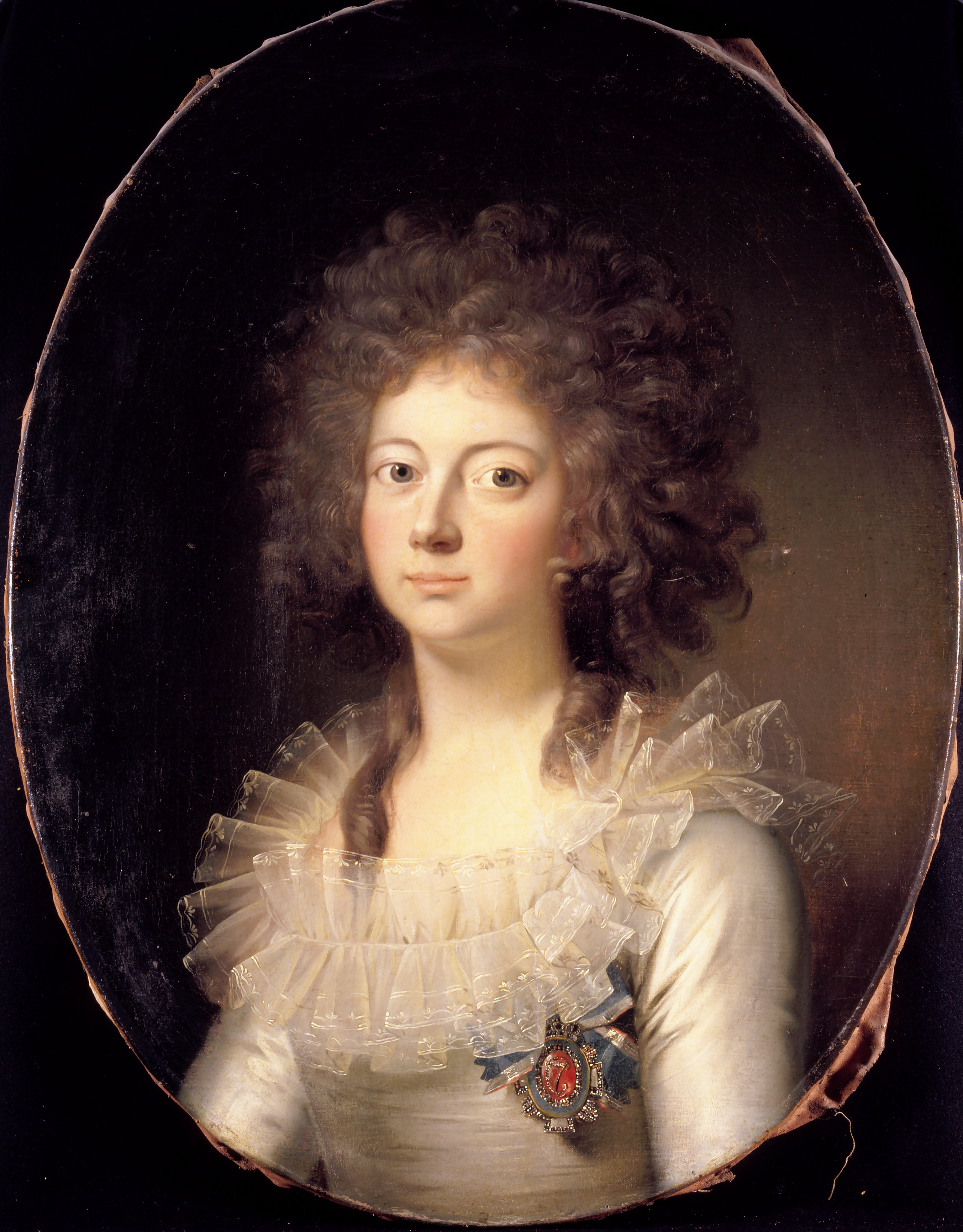
Marie von Hessen-Kassel (* 1767)

- 1016 oder 1017: Heinrich III., römisch-deutscher Kaiser
- 1200: Ludwig IV., Landgraf von Thüringen und Pfalzgraf von Sachsen
- 1281: Henry Grey, 3. Baron Grey de Wilton, englischer Adeliger
- 1383: Johannes Seld de Leubs, österreichischer Theologe und Jurist
- 1435: Andrea della Robbia, florentinischer Bildhauer
- 1469: Erasmus von Rotterdam, niederländischer Humanist, Theologe, Philosoph, Philologe und Autor
- 1489: Simon Pistoris der Jüngere, deutscher Jurist, Kanzler des Herzogtums Sachsen
- 1510: Francisco de Borja, dritter General der Jesuiten
- 1517: Jobst von Brandt, deutscher Edelmann
- 1520: Hermann von Neuenahr der Jüngere, deutscher Staatsmann, Förderer der Reformation am Niederrhein
- 1536: Felix Platter, Schweizer Arzt und Schriftsteller
- 1550: Stanislaus Kostka, oiknischer Geistlicher, Nationalpatron Polens
- 1566: Burkhard von Erlach, deutscher Jurist, Hofmarschall von Anhalt-Bernburg
- 1576: Rudolf, Fürst von Anhalt-Zerbst
- 1585: Cornelius Jansen, niederländischer Theologe
- 1609ː Franziska von Slavata, Obersthofmeisterin
- 1610: Jakob Kettler, Herzog von Kurland
- 1623: Johann Grueber, österreichischer Forschungsreisender, Jesuit und Missionar
- 1644: Franz Ferdinand Freiherr von Rummel, Fürstbischof von Wien
- 1667: Maria Anna von der Pfalz, Prinzessin und Pfalzgräfin von Neuburg, Gemahlin Karls II. von Spanien
- 1670: Jacob-Sigisbert Adam, französischer Bildhauer
- 1692: Joseph Ferdinand, Kurprinz von Bayern und Fürst von Asturien
- 1696: Moritz Graf von Sachsen, deutscher Feldherr und Kriegstheoretiker
- 1696: Paolo Fontana, italienischer Architekt
- 1697: Johann Gottfried Auerbach, deutscher Maler

### 18. Jahrhundert
- 1703: Johann Gottlieb Graun, deutscher Violinist und Komponist
- 1706: Louise Marie Madeleine Fontaine, französische Salonnière der Aufklärung
- 1712: Jacques Mathon de La Cour, französischer Mathematiker und Mechaniker
- 1722: Maria Eva Sophia von Starhemberg, Prinzessin von Oranien und Fürstin von Nassau-Siegen, Landgräfin von Hessen-Rotenburg
- 1727: Conrad Siegmund Ziehen, deutscher lutherischer Theologe und Weltuntergangsprophet
- 1728: Johann Gottlieb Waldin, deutscher Hochschullehrer
- 1732: Giuseppe Aprile, berühmter italienischer Opernsänger und Kastrat
- 1752: Jeongjo, 22. König der Joseon-Dynastie in Korea
- 1755: Jacques Julien Houtou de Labillardière, französischer Naturforscher und Reisender
- 1758: Joseph-François-Louis Damas, französischer Adliger und Oberst
- 1759: Andrei Nikiforowitsch Woronichin, russischer Architekt, Bildhauer und Maler
- 1761: Giovanni Antonio Giobert, italienischer Chemiker und Mineraloge
- 1762: Karl Philipp Conz, deutscher Dichter und Schriftsteller
- 1767: Marie von Hessen-Kassel, deutsche Prinzessin, Königin von Dänemark
- 1768: Johannes Falk, deutscher Lyriker
- 1768: Wilhelm Anton Ficker, deutscher Mediziner
- 1768: Wilhelmine von Gersdorff, deutsche Adelige und Schriftstellerin
- 1769: Simón Rodríguez, venezolanischer Pädagoge, Philosoph, Utopischer Sozialist und Hauslehrer
- 1769: Johann Christian Stark der Jüngere, deutscher Mediziner
- 1773: Gotthard Emanuel von Aderkas, deutsch-baltischer Diplomat und Verwaltungsbeamter
- 1775: José de Palafox y Melci, spanischer Adliger und General
- 1780: Ernst Gebhard Salomon Anschütz, deutscher Lehrer und Dichter, Komponist und Organist
- 1784: José Tadeo Monagas, Präsident von Venezuela
- 1787: Guillaume Bouteiller, französischer Komponist
- 1789: Johann Gottlob Schneider, deutscher Komponist und Organist
- 1794: Leopold Ferdinand Eduard Dietrich von Arnim, preußischer Generalleutnant
- 1794: Karl Krazeisen, bayerischer Infanterie-Offizier und Maler
- 1798: Levi Coffin, US-amerikanischer Quäker, Abolitionist und Geschäftsmann
- 1799: Ole Gabriel Ueland norwegischer Politiker

### 19. Jahrhundert

#### 1801–1875

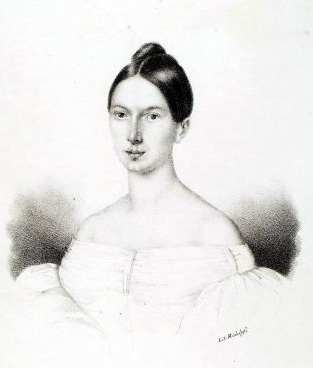
Caroline Unger (* 1803)

- 1803: Elisa Radziwiłł, erste Liebe Kaiser Wilhelm I.
- 1803: Caroline Unger, österreichische Sängerin
- 1807: Cyprian Friedrich Marianne Romberg, deutscher Cellist
- 1810: Adley Hogan Gladden, US-amerikanischer Brigadegeneral
- 1811: Orazio Antinori, italienischer Zoologe und Reisender
- 1816: Malwida von Meysenbug, deutsche Schriftstellerin, erste Frau, die für den Literaturnobelpreis nominiert wurde
- 1826: Wilhelm Christoph Friedrich Arnold, deutscher Jurist, Rechts-, Wirtschafts- und Kulturhistoriker und Politiker
- 1828: Paul Ludwig Bassenge, deutscher Jurist, Unternehmer und Politiker, MdL
- 1831: Meinardus Siderius Pols, niederländischer Rechtswissenschaftler
- 1832: Caroline Hammer, dänische Fotografin
- 1836: James Edward Tierney Aitchison, englischer Arzt, Botaniker, Pflanzensammler und Reisender
- 1836: George Monroe Beebe, US-amerikanischer Politiker, Gouverneur des Kansas-Territoriums, Mitglied des Repräsentantenhauses
- 1837: Tokugawa Yoshinobu, 15. und letzter Shōgun der Edo-Zeit in Japan
- 1839: Friedrich Goll, Schweizer Orgelbauer
- 1840: Joseph Fifer, US-amerikanischer Politiker, Gouverneur von Illinois
- 1840: Georgine Schubert, deutsche Schauspielerin
- 1842: Louis Kardinal Luçon, französischer Geistlicher, Erzbischof von Reims
- 1844: Mary Katharine Brandegee, US-amerikanische Botanikerin und Pflanzensammlerin
- 1847: Elilla Bagge, deutsche Schriftstellerin
- 1848: Bertha Mathilde Müller, österreichische Malerin
- 1852: Theodor Fritsch, deutscher Publizist und Antisemit
- 1852: Heinrich Otto Lehmann, deutscher Rechtswissenschaftler, Rechtshistoriker und Hochschullehrer
- 1855: Francis James Gillen, australischer Anthropologe und Ethnologe
- 1856: Anna Elizabeth Klumpke, US-amerikanische Malerin
- 1858: Friedrich von Kalitsch, deutscher Forstmann
- 1860: Hugo Preuß, deutscher Staatsrechtslehrer und Politiker, MdL, Reichsminister, gilt als Vater der Weimarer Reichsverfassung Hugo Preuß (* 1860)

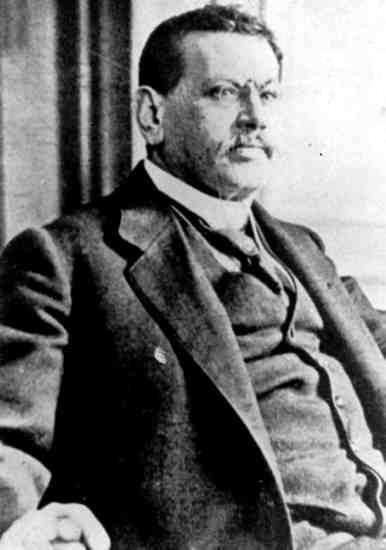
Hugo Preuß (* 1860)

- 1861: Adam Jende, lettischer Geistlicher und evangelischer Märtyrer
- 1862: Frank Thomas, Schweizer evangelischer Geistlicher und Hochschullehrer
- 1863: Ethel Sargant, britische Botanikerin
- 1865: Pierre Kunc, französischer Komponist und Organist
- 1866: Elsa Bernstein, deutsche Schriftstellerin und Theaterdichterin
- 1867: Hans Driesch, deutscher Biologe
- 1868: James B. Connolly, US-amerikanischer Leichtathlet, Olympiasieger
- 1869: George Tallis, australischer Theaterunternehmer
- 1870: Hans Anetsberger, deutscher Porträt- und Landschaftsmaler
- 1873: Louis Gros, französischer Politiker und Résistant

#### 1876–1900

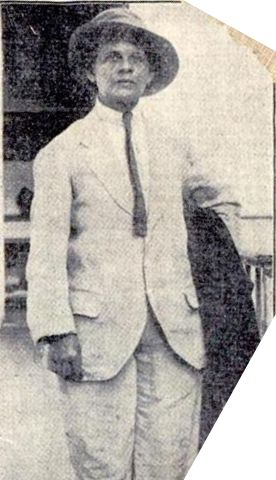
Luisa Capetillo (* 1879)

- 1876: Clara Israel, deutsche Sozialarbeiterin, erster weiblicher Magistratsrat in Preußen
- 1877: Alfred Kase, deutscher Opernsänger und Dichter
- 1877: Emmy Stradal, österreichische Politikerin, Abgeordnete zum Nationalrat
- 1878: Conrado del Campo, spanischer Komponist, Violinist und Musikpädagoge
- 1878: Dora Dreesen-Horn, deutsche Malerin
- 1879: Luisa Capetillo, puerto-ricanische Feministin und Anarchistin
- 1880: Wilhelm Robert Karl Anderson, deutsch-baltischer Astrophysiker
- 1880: Michele Cipolla, italienischer Mathematiker
- 1880: Hans Schomburgk, deutscher Afrikaforscher, Pionier des Tierfilms
- 1881: Clara Jungmittag, deutsche Politikerin, MdL
- 1882: Grigol Robakidse, georgischer Schriftsteller
- 1885: Karl Attenberger, deutscher Kameramann
- 1885: Per Albin Hansson, schwedischer Politiker, Minister, Ministerpräsident
- 1885: Auguste Caroline Lammer, österreichische Bankgründerin

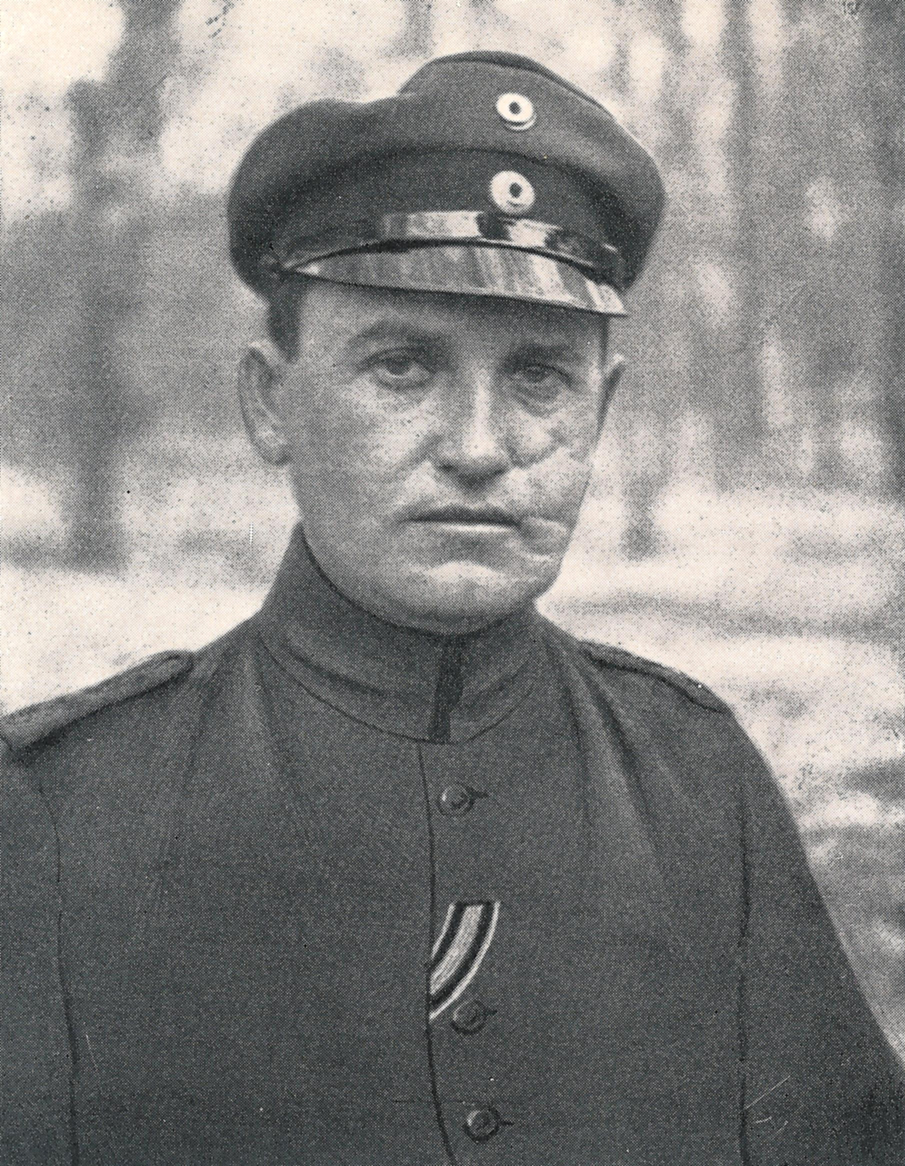
Gustav Sack (* 1885)

- 1885: Gustav Sack, deutscher Schriftsteller, Lyriker und Dramatiker
- 1886: Rudolf zur Bonsen, deutscher Verwaltungsjurist, Präsident der Regierungsbezirke Köln und Stettin
- 1886: Frans de Bruyn Kops, niederländischer Fußballspieler
- 1887: Fred Barry, kanadischer Schauspieler und Sänger
- 1889: Rafael Alberto Arrieta, argentinischer Pädagoge, Schriftsteller und Übersetzer
- 1889: Juliette Béliveau, kanadische Schauspielerin
- 1891: Nora Groß, deutsche Mineralogin, Kristallographin und Hochschullehrerin
- 1893: René Ahrlé, deutscher Grafiker, Maler und Fotograf
- 1893: Paul Arendt, deutscher Ingenieur
- 1893: Karl Farkas, österreichischer Schauspieler und Regisseur, Schriftsteller und Kabarettist
- 1893: Ida Wolff, deutsche Politikerin, MdL
- 1894: John Ronan, kanadischer Komponist, Chorleiter und Musikpädagoge
- 1897: Edith Head, US-amerikanische Kostümbildnerin
- 1897: Leutfrid Signer, Schweizer römisch-katholischer Geistlicher und Pädagoge
- 1898: František Běhounek, tschechischer Physiker und Schriftsteller

### 20. Jahrhundert

#### 1901–1925

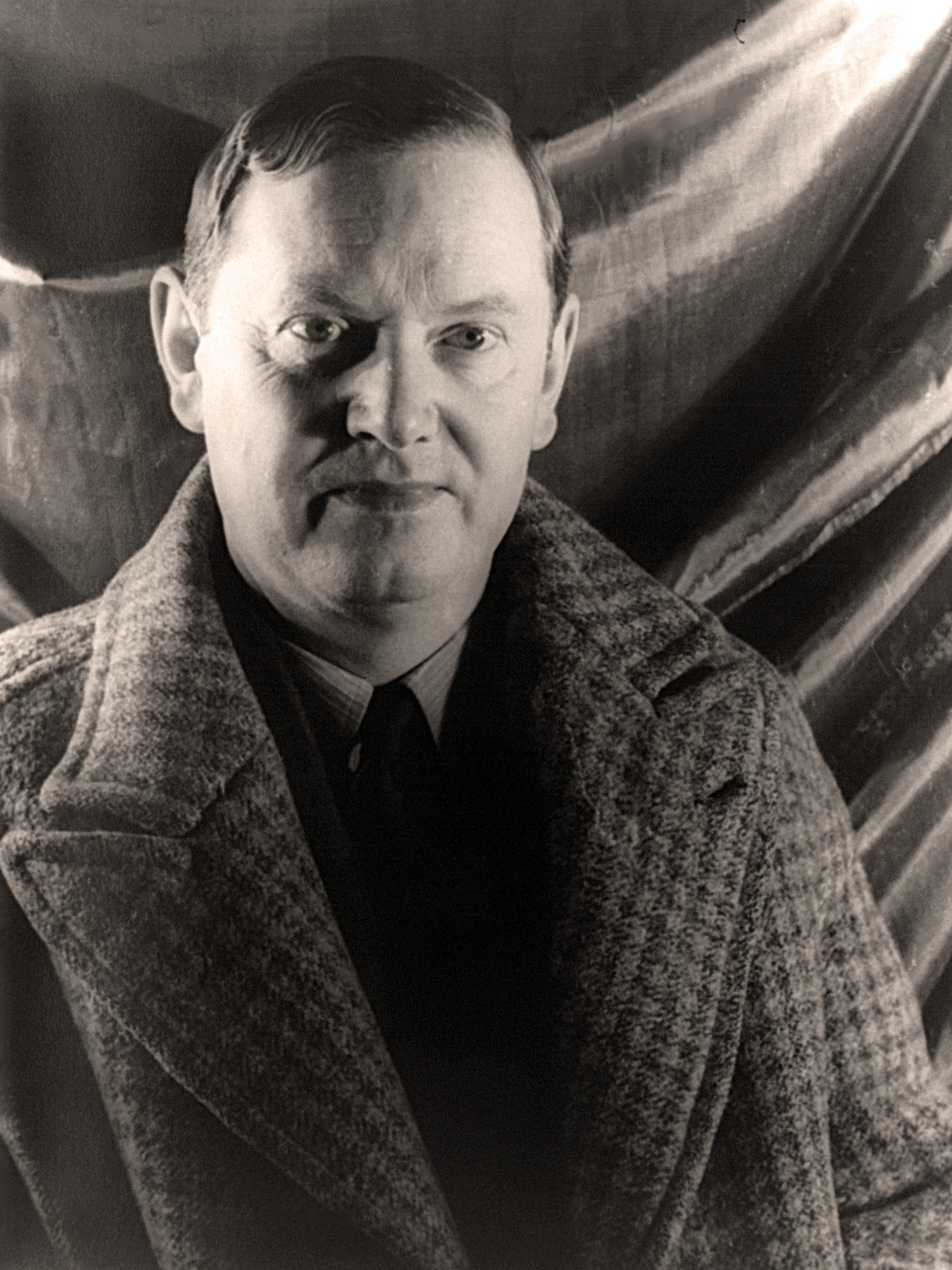
Evelyn Waugh (* 1903)

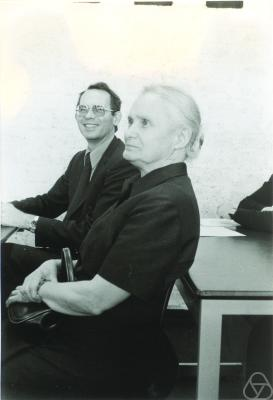
Tatjana van Aardenne-Ehrenfest (* 1905)

- 1901: Franz Miltner, österreichischer Althistoriker und Archäologe
- 1902: Sebastià Juan Arbó, spanischer Romanautor und Dramaturg
- 1902: Elsa Lanchester, britisch-US-amerikanische Schauspielerin
- 1902: Hermann Runge, deutscher Politiker, NS-Opfer, MdB, MdL
- 1902: Maria Schweitzer, deutsche Politikerin, MdL
- 1903: Evelyn Waugh, britischer Schriftsteller
- 1905: Martin Achter, deutscher Priester und Prälat
- 1905: Tatjana van Aardenne-Ehrenfest, niederländische Mathematikerin
- 1905: Karl Hipfinger, österreichischer Gewichtheber
- 1906: John P. Austin, US-amerikanischer Szenenbildner
- 1906: Elisabeth Schache, deutsche Ordensschwester und Generalprokuratorin
- 1907: Edith Ennen, deutsche Historikerin und Archivarin
- 1907: Tommy Hampson, britischer Mittelstreckenläufer, Olympiasieger
- 1908: Arturo Frondizi, argentinischer Präsident
- 1909: Francis Bacon, britischer Maler
- 1909: Werner Georg Haverbeck, deutscher Geistlicher und Publizist, Historiker und Volkskundler
- 1909: Hilde Seipp, deutsche Schauspielerin
- 1910: Marie Dollinger, deutsche Leichtathletin
- 1912: Alfred Schmalzer, österreichischer Handballspieler
- 1914: Liesel Beckmann, deutsche Betriebswirtin
- 1914: Jonas Edward Salk, US-amerikanischer Bakteriologe
- 1914: Ileana Sonnabend, US-amerikanische Galeristin
- 1914: Richard L. M. Synge, britischer Chemiker, Nobelpreisträger
- 1915: Jürgen Thorwald, deutscher Schriftsteller
- 1916: Pearl Hackney, britische Schauspielerin
- 1916: Erich Mende, deutscher Jurist und Politiker, Bundesminister
- 1916: Lale Sokolov, slowakisch-australischer Geschäftsmann und Holocaust-Überlebender
- 1917: Harold Brown, kanadischer Pianist
- 1917: Honor Frost, britische Berufstaucherin, Archäologin und Pionierin der Unterwasserarchäologie
- 1918: Carroll Glenn, US-amerikanische Violinistin
- 1918: Carl Hermann, österreichischer Bildhauer und Mitbegründer der Weitwanderbewegung
- 1918: Paul Rudolph, US-amerikanischer Architekt
- 1919: Walt Hansgen, US-amerikanischer Automobilrennfahrer
- 1919: Bernhard Wicki, österreichischer Schauspieler und Regisseur
- 1920: Hilde Kaufmann, deutsche Kriminologin und Rechtswissenschaftlerin
- 1921: Alewtina Bilinkina, sowjetische Vulkanologin und Geologin
- 1922: Günter Bast, deutscher Mediziner
- 1922: Silvia De Grasse, panamaische Sängerin
- 1922: Marie Louise Fischer, deutsche Schriftstellerin
- 1922: Ernest Vaast, französischer Fußballspieler
- 1924: Antonio Creus, spanischer Automobilrennfahrer
- 1924: Alfonso Montecino, chilenischer Pianist, Komponist und Musikpädagoge
- 1924: Eva Olsson, Holocaust-Überlebende
- 1925: Günther Brückner, deutscher evangelischer Pfarrer und Politiker (CDU)
- 1925: Juan Fremiot Torres Oliver, puerto-ricanischer Geistlicher

#### 1926–1950
- 1927: Cleo Laine, britische  Jazz-Sängerin
- 1928: Cathy Ubels, niederländische Politikerin, Abgeordnete
- 1929: John Hollander, US-amerikanischer Lyriker
- 1929: Joan Plowright, britische Schauspielerin
- 1930: Barbara Brecht-Schall, deutsche Theaterschauspielerin und Kostümbildnerin, Erbin Bertolt Brechts
- 1930: Irmgard Düren, deutsche Schauspielerin, Kabarettistin und Moderatorin des Fernsehens der DDR
- 1930: Bernie Ecclestone, britischer Automobilsport-Funktionär und Unternehmer
- 1930: Raimund Girke, deutscher Maler
- 1930: Charlotte Posenenske, deutsche Malerin, Bildhauerin und Sozialwissenschaftlerin
- 1930: Philip Saville, britischer Filmregisseur und Drehbuchautor, Filmproduzent und Schauspieler
- 1931: Jimmy Patton, US-amerikanischer Country- und Rockabilly-Musiker
- 1932: Gerhart Baum, deutscher Politiker, MdB, Bundesminister, Menschenrechtsbeauftragter der UNO
- 1932: Spyros Kyprianou, griechisch-zypriotischer Staatspräsident der Republik Zypern
- 1932: Suzy Parker, US-amerikanische Filmschauspielerin und Fotomodell
- 1933: Garrincha, brasilianischer Fußballspieler
- 1933: Katharina Zimmermann, Schweizer Schriftstellerin
- 1934: Douglas Tate, britischer Fachbuchautor und Mundharmonikaspieler, -hersteller und -händler
- 1935: Folke Rabe, schwedischer Komponist und Jazzposaunist
- 1936: Nikolaus Aidelsburger, deutscher Politiker
- 1936: Horst Antes, deutscher Maler, Bildhauer und Grafiker
- 1936: Charlie Daniels, US-amerikanischer Musiker, Sänger und Songschreiber
- 1936: Carl Davis, US-amerikanischer Komponist und Dirigent
- 1936: Leonore Puschert, deutsche Übersetzerin
- 1937: Graham Bond, britischer Jazz- und Blues-Musiker
- 1937: Helge Breloer, deutsche Sachverständige, Juristin und Sachbuchautorin
- 1938: Keigo Abe, japanischer Karateka
- 1938: Howard Blake, britischer Filmkomponist
- 1938: József Gerlach, ungarischer Wasserspringer
- 1938: Dieter Holzapfel, deutscher Politiker
- 1938: Anne Perry, britische Krimi-Schriftstellerin
- 1938: Jim Post, US-amerikanischer Folksänger, Singer-Songwriter, Autor und Schauspieler
- 1938: Volker Schneller, deutscher Handballspieler und Handballtrainer
- 1939: Jane Alexander, US-amerikanische Schauspielerin
- 1939: Giulio Angioni, italienischer Schriftsteller und Anthropologe
- 1939: Heinz Heinrich Bauer, deutscher Verleger
- 1939: Sara Dylan, Ehefrau von Bob Dylan, Mutter von Jakob Dylan
- 1939: Curtis Lee, US-amerikanischer Sänger
- 1939: Jože Urankar, jugoslawischer Gewichtheber
- 1940: Karl Arnold, deutscher Gewichtheber
- 1941: Hank B. Marvin, britischer Musiker und Songschreiber (Drifters)
- 1942ː Tana Berghausen, jüdischer Säugling aus Bielefeld, Opfer des Holocaust
- 1943: Cornelia Froboess, deutsche Schauspielerin und Sängerin
- 1943: Jürgen Lang, deutscher Romanist und Hochschullehrer
- 1944: Coluche, französischer Schauspieler
- 1944: Dennis Franz, US-amerikanischer Schauspieler
- 1944: Anton Schlecker, deutscher Unternehmer
- 1945: Elton Dean, britischer Jazz- und Fusion-Musiker
- 1946: Wim Jansen, niederländischer Fußballspieler
- 1947: Jō Kondō, japanischer Komponist
- 1948: Ingrid Pankraz, deutsche Politikerin
- 1948: Joe Sachse, deutscher Jazzgitarrist
- 1949: Caitlyn Jenner, US-amerikanische TV-Persönlichkeit
- 1949: Howard Sandroff, US-amerikanischer Komponist und Musikpädagoge
- 1950: Annette Humpe, deutsche Musikerin

#### 1951–1975

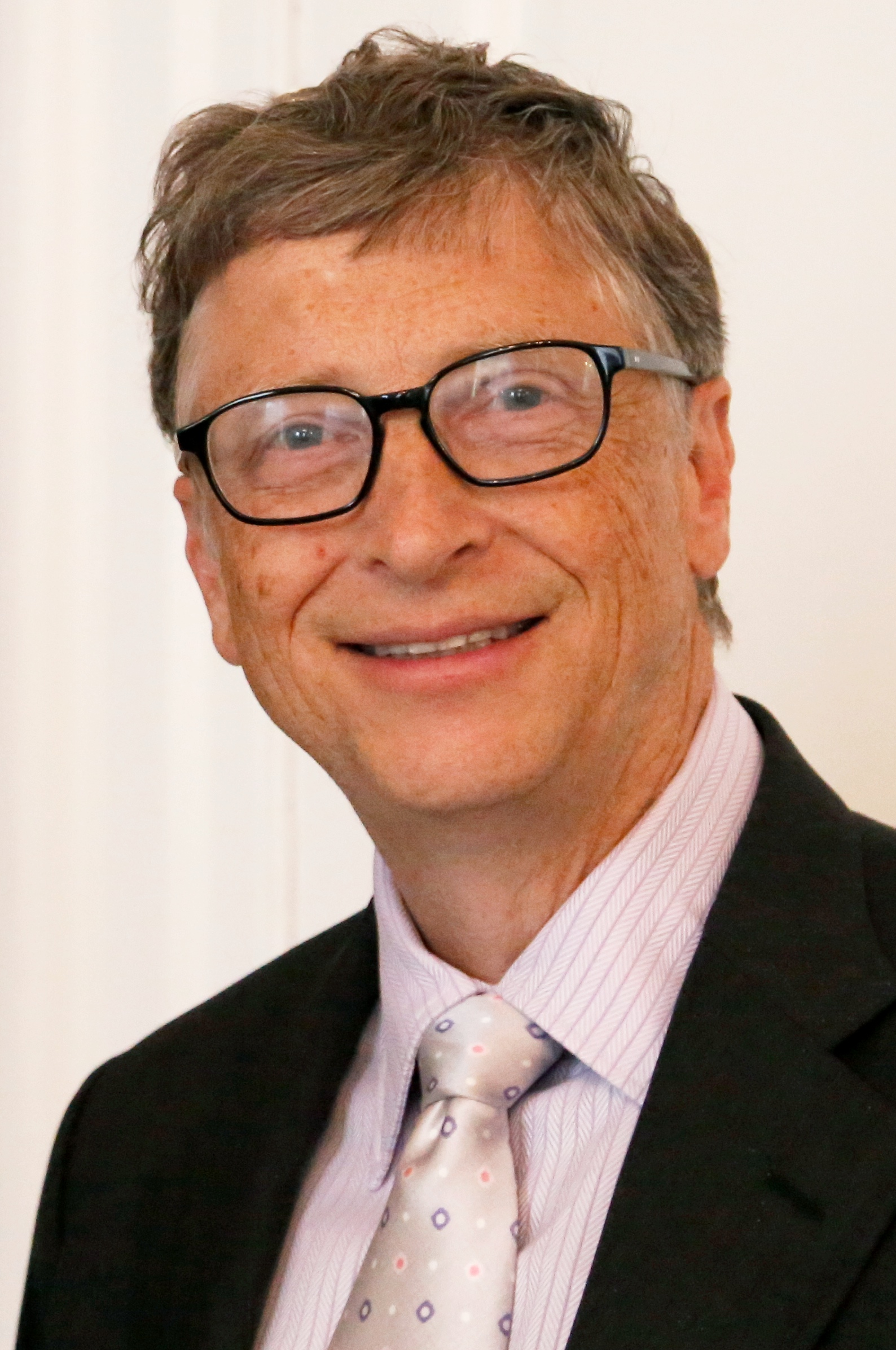
Bill Gates (* 1955)

- 1951: Klaus Auhuber, deutscher Eishockeyspieler
- 1952: Tuck Andress, US-amerikanischer Jazz-Gitarrist
- 1952: Jörgen Augustsson, schwedischer Fußballspieler
- 1952: Annie Potts, US-amerikanische Schauspielerin
- 1953: Desmond Child, US-amerikanischer Komponist und Produzent
- 1953: Ulrich Meyer, Schweizer Jurist, Präsident des Bundesgerichts
- 1955: Bill Gates, US-amerikanischer Unternehmer (Microsoft)
- 1955: Armin Lemme, deutscher Diskuswerfer
- 1955: Yves Simoneau, kanadischer Filmregisseur, Filmproduzent und Drehbuchautor
- 1956: Mahmud Ahmadineschad, iranischer Staatspräsident
- 1956: Michael Guggemos, deutscher Politiker und Gewerkschafter
- 1956: Hans-Jürgen Jakobs, deutscher Journalist
- 1956: Bill Niven, schottischer Historiker
- 1956: Franky Vercauteren, belgischer Fußballspieler und -trainer
- 1956: Volker Zotz, österreichischer Philosoph
- 1957: Florence Arthaud, französische Seglerin und Skipperin
- 1957: Manfred Freisler, deutscher Handballspieler
- 1957: Ahmet Kaya, kurdischer Sänger
- 1957: Stephen Morris, britischer Schlagzeuger
- 1959: Peter Pacult, österreichischer Fußballspieler und -trainer
- 1962: Scotty Nguyen, US-amerikanischer Pokerspieler
- 1963: Lauren Holly, US-amerikanisch-kanadische Schauspielerin und Filmproduzentin
- 1963: Martin Ontrop, deutscher Schauspieler

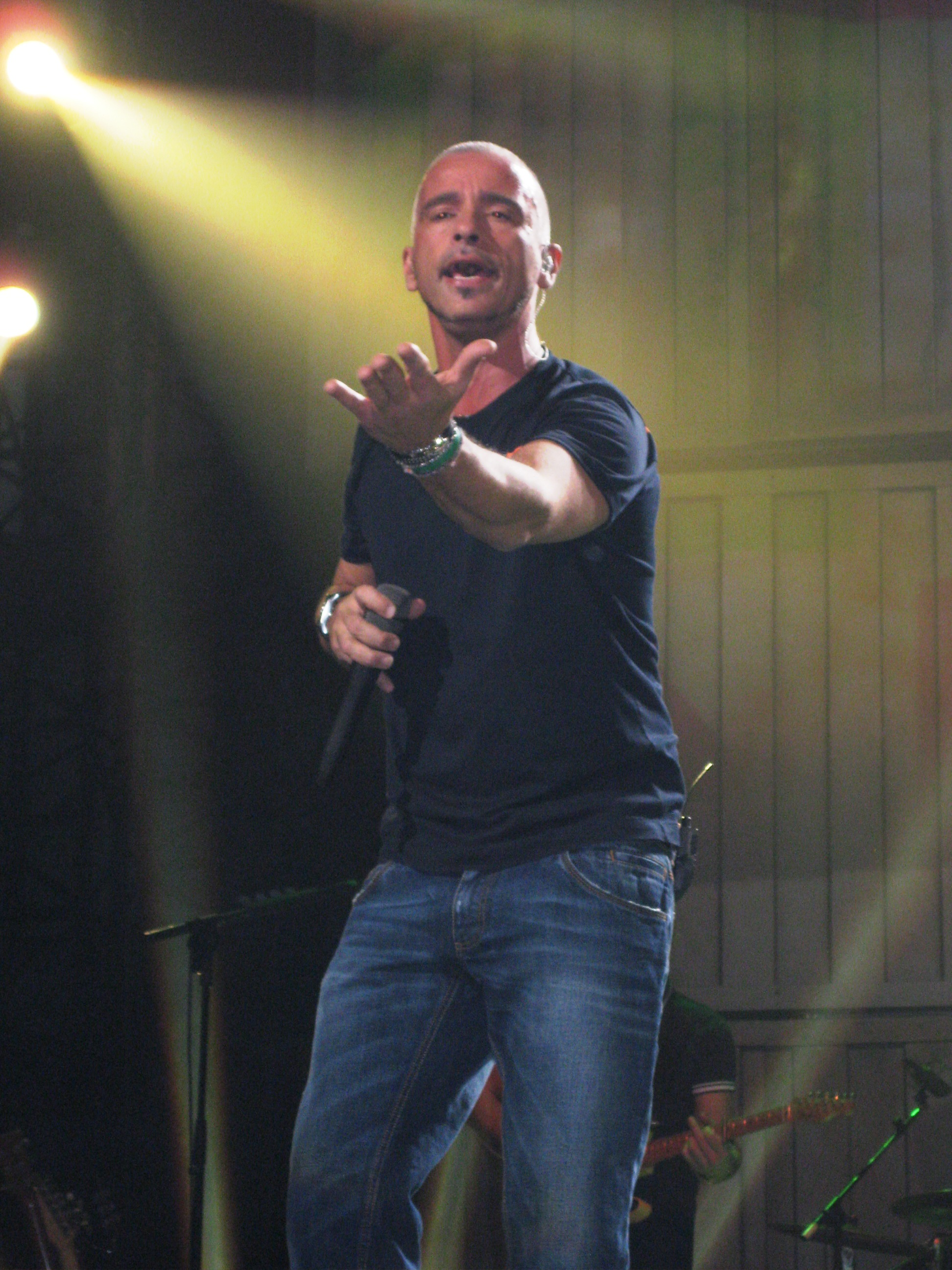
Eros Ramazzotti (* 1963)

- 1963: Eros Ramazzotti, italienischer Popsänger
- 1964: Jan Suski,  deutscher Grafiker, Comiczeichner und Illustrator
- 1964: Scott Russell, US-amerikanischer Motorradrennfahrer
- 1965: Ralf Kohl, deutscher Fußballspieler
- 1966: Steve Atwater, US-amerikanischer American-Football-Spieler
- 1966: Maren Schumacher, deutsche Schauspielerin
- 1966: Jason Watkins, britischer Schauspieler
- 1967: Martin Brambach, deutscher Theater- und Filmschauspieler
- 1967: André Eisermann, deutscher Theater- und Filmschauspieler
- 1967: Kevin Macdonald, britischer Filmregisseur, Drehbuchautor und Filmproduzent

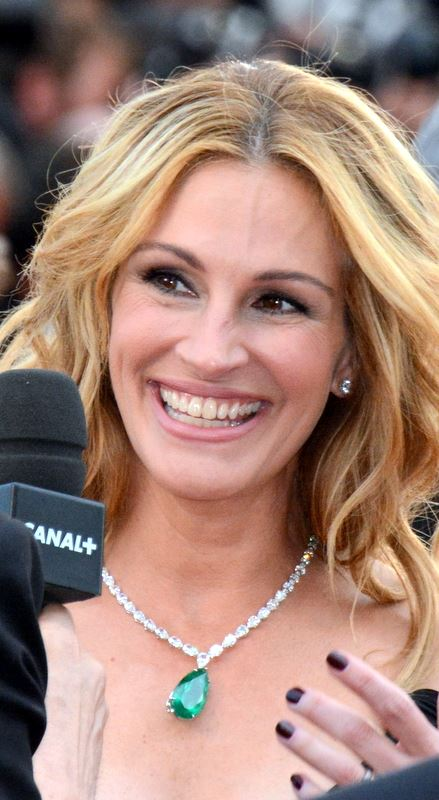
Julia Roberts (* 1967)

- 1967: Julia Roberts, US-amerikanische Schauspielerin
- 1967: Jan Weiler, deutscher Journalist und Buchautor
- 1968: Kurt Appel, österreichischer Philosoph
- 1968: Rosanna Rocci, deutsch-italienische Sängerin
- 1968: Uwe Tellkamp, deutscher Arzt und Schriftsteller
- 1969: Marcus Bosch, deutscher Dirigent, Generalmusikdirektor und Hochschullehrer
- 1969: Mira Calix, südafrikanische Musikerin und Musikproduzentin
- 1969: René Richter, deutscher Kameramann
- 1969: Michael Rotschopf, österreichischer Schauspieler
- 1970: Christof Unterberger, österreichischer Cellist und Komponist
- 1972: Erhard Brucker, deutscher Politiker
- 1972: Terrell Davis, US-amerikanischer American-Football-Spieler
- 1972: Mirco Reseg, deutscher Schauspieler
- 1973: Daniel Erdmann, deutscher Jazzsaxophonist und -klarinettist
- 1973: Martin Klempnow, deutscher Schauspieler und Synchronsprecher
- 1973: Fabian Römer, Schweizer Musiker und Filmkomponist
- 1974: Naida Cole, kanadisch-amerikanische Pianistin und Flötistin
- 1974: Joaquin Phoenix, US-amerikanischer Schauspieler
- 1974: Florian Schmidt-Foß, deutscher Schauspieler und Synchronsprecher
- 1974: Ina-Yoko Teutenberg, deutsche Radrennfahrerin und sportliche Leiterin
- 1975: Montel Vontavious Porter, US-amerikanischer Wrestler
- 1975: Wayne Shields, südafrikanischer Beleuchter und Kameramann

#### 1976–2000
- 1977: Jana Arnošová, tschechische Handballspielerin
- 1977: Christoph Bieler, österreichischer Nordischer Kombinierer
- 1977: Thomas Goller, deutscher Leichtathlet
- 1977: Sascha Rösler, deutscher Fußballspieler
- 1978: Lara Joy Körner, deutsche Schauspielerin
- 1978: Jean-François Monette, kanadischer Shorttrackläufer
- 1979: Isabella Ochichi, kenianische Leichtathletin
- 1979: René Oltmanns, deutscher Schauspieler und Synchronsprecher
- 1980: Felix Moese, deutscher Radiomoderator und DJ
- 1980: Peter Windhofer, österreichischer Schauspieler
- 1981: Milan Baroš, tschechischer Fußballspieler
- 1981: Omer Meir Wellber, israelischer Dirigent
- 1982: Jeremy Bonderman, US-amerikanischer Baseballspieler
- 1982: Matt Smith, britischer Theater- und Fernsehschauspieler
- 1984: Caner Ağca, türkischer Fußballspieler
- 1984: Matteo Cressoni, italienischer Automobilrennfahrer
- 1984: Obafemi Martins, nigerianischer Fußballspieler
- 1985: Anthony Fantano, US-amerikanischer Webvideoproduzent und Musikkritiker
- 1985: Gaëtane Thiney, französische Fußballspielerin
- 1987: Aaron Meijers, niederländischer Fußballspieler
- 1987: Frank Ocean, US-amerikanischer Singer-Songwriter
- 1987: Peter Posniak, Schauspieler
- 1988: Kévin Estre, französischer Automobilrennfahrer
- 1988: Ko Euna, südkoreanische Schauspielerin
- 1988: Elisabeth Kanettis, italienisch-US-amerikanische Schauspielerin
- 1989: Louis Klamroth, deutscher Schauspieler
- 1989: Devin Ebanks, US-amerikanischer Basketballspieler
- 1991: Orhan Ademi, mazedonisch-schweizerischer Fußballspieler
- 1991: Lucy Bronze, englische Fußballspielerin
- 1991: Victor Campenaerts, belgischer Radrennfahrer
- 1992: Deon Lendore, Sprinter aus Trinidad und Tobago
- 1992: Jessica Rosenthal, deutsche Politikerin (SPD)
- 1992: Massimo Rossi, italienischer Motorbootsportler
- 1994: Angélica Simari Birkner, argentinische Skirennläuferin
- 1994: Robin Zentner, deutscher Fußballtorwart
- 1995: Maddy Cusack, englische Fußballspielerin
- 1995: Vincent Koziello, französischer Fußballspieler
- 1996: Jasmine Jessica Anthony, US-amerikanische Schauspielerin
- 1997: Alexander Schulze, deutscher Handballspieler
- 1998: Nolan Gould, US-amerikanischer Schauspieler
- 1998: Stephen Nedoroscik, US-amerikanischer Turner

### 21. Jahrhundert
- 2002: Lola Tung, US-amerikanische Schauspielerin
- 2003: Lukas Griebsch, deutscher Fußballspieler
- 2004: Leni Ruwe, deutsche Handballspielerin
- 2005: Humberto Maier, brasilianischer Motorradrennfahrer

## Gestorben

### Vor dem 16. Jahrhundert
- 0312: Maxentius, Römischer Kaiser
- 0457: Ibas von Edessa, assyrischer Bischof
- 0816: Beggo I., Graf von Toulouse und Graf von Paris
- 0915: Ali ibn al-Fadl, Missionar der Ismailiten im Jemen
- 0994: Sigerich der Ernste, Erzbischof von Canterbury
- 0998: Siegfried I., Graf im Moselgau und Vogt der Reichsabtei St. Maximin, Gründer von Luxemburg
- 1028: Werner I. von Habsburg, Bischof von Straßburg
- 1138: Bolesław III. Schiefmund, Herzog von Polen
- 1161: Imar von Tusculum, französischer Benediktiner und Kardinal
- 1185: Ludwig III. von Arnstein, Graf und Klostergründer
- 1188: Gebhard III., Graf von Sulzbach
- 1194: Berno von Hildesheim, Bischof von Hildesheim
- 1225: Jien, japanischer buddhistischer Mönch, Historiker und Dichter
- 1232: Ranulf de Blondeville, 4. Earl of Chester, normannischer Adeliger
- 1302: Matteo d’Acquasparta, italienischer Kardinal
- 1312: Gerhard II., Graf von Holstein-Plön
- 1313: Elisabeth von Kärnten, Görz und Tirol, Herzogin von Österreich und der Steiermark und erwählte römisch-deutsche Königin
- 1327: Teresa d’Entença, Gräfin von Urgell
- 1363: Lupold von Bebenburg, Bischof von Bamberg
- 1412: Margarethe I., Königin von Dänemark, Norwegen und Schweden
- 1438: Pietro Loredan, venezianischer Admiral

### 16. bis 18. Jahrhundert

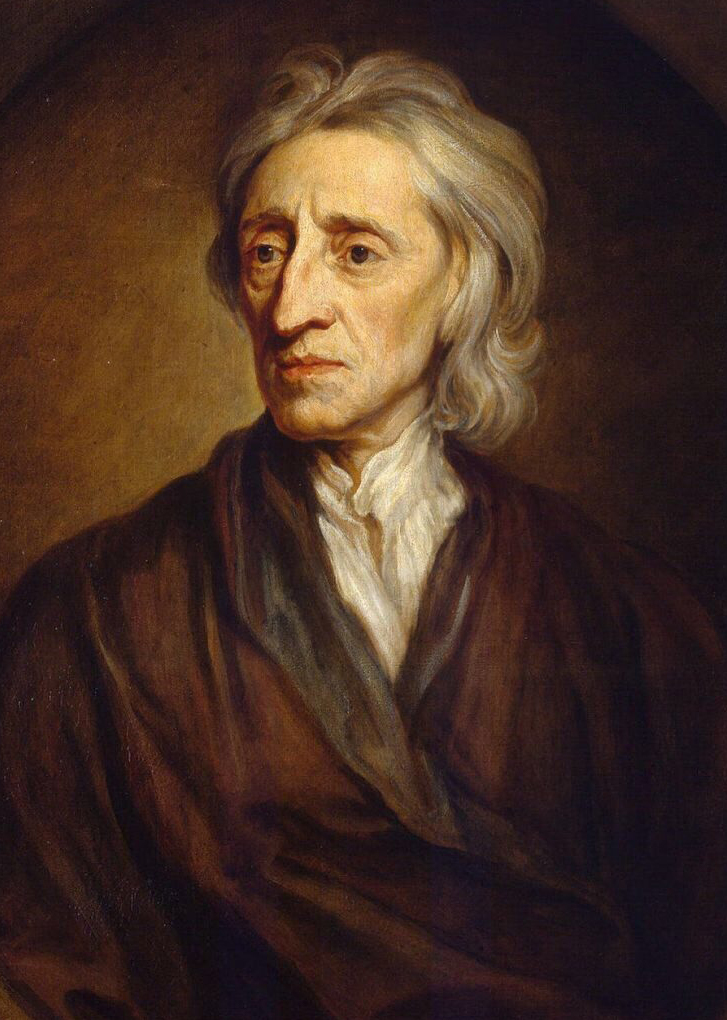
John Locke († 1704)

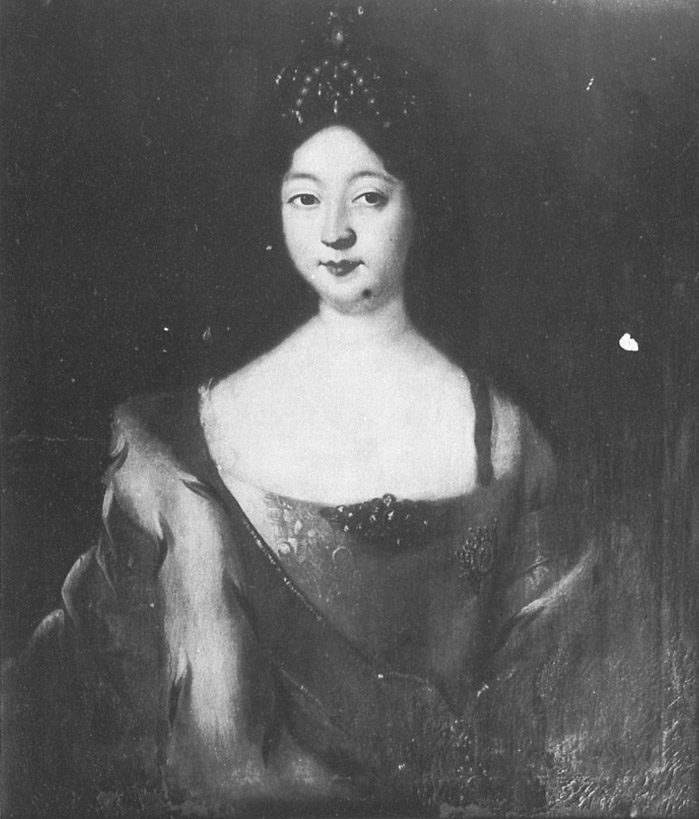
Anna Iwanowna († 1740)

- 1553: Giovanni Salviati, Kardinal der Römischen Kirche
- 1561: Jacob Beurlin, deutscher Theologe und Reformator
- 1562: George Gordon, 4. Earl of Huntly, Angehöriger des schottischen Hochadels
- 1568: Ashikaga Yoshihide, japanischer Shogun
- 1571: William Parr, 1. Marquess of Northampton, englischer Adliger
- 1580: Margarete von Braunschweig-Wolfenbüttel, Herzogin von Münsterberg, Oels und Bernstadt
- 1586: Johann Günther I., Graf von Schwarzburg-Sondershausen
- 1592: Augerius Gislenius Busbequius, flämischer Humanist und Diplomat
- 1606: Adolf Occo, deutscher Mediziner
- 1627: Jahangir, indischer Mogulkaiser
- 1628: John Felton, englischer Puritaner
- 1628: Eusebius Schenck, böhmischer Mediziner
- 1637: Foppe van Aitzema, Braunschweiger Jurist und Politiker
- 1639: Stefano Landi, italienischer Sänger, Kapellmeister und Komponist
- 1642: Holger Rosenkrantz, dänischer Adliger, Theologe, Pädagoge und Mitglied des Reichsrates
- 1647: Luis Jerónimo de Cabrera, spanischer Kolonialverwalter und Vizekönig von Peru
- 1669: Heinrich Langenbeck, deutscher Politiker in Diensten mehrerer welfischer Herzöge
- 1678: Hans Georg Werdmüller, Schweizer Militäringenieur
- 1688: Șerban I. Cantacuzino, Woiwode der Walachei
- 1704: John Locke, englischer Philosoph und Vordenker der Aufklärung
- 1708: Franz Martinelli, österreichischer Architekt
- 1713: Paolo Lorenzani, italienischer Komponist und Kapellmeister
- 1721: Johann Conrad Vogel, Oberpfälzer Orgelbauer
- 1722: Wilhelm Hermann Ignatz Wolff-Metternich zur Gracht, Dompropst und Weihbischof im Bistum Münster
- 1740: Anna, Zarin von Russland
- 1754: Friedrich von Hagedorn, deutscher Rokokodichter
- 1755: Joseph Bodin de Boismortier, französischer Flötist, Cembalist und Komponist
- 1757: Giovanna Astrua, italienische Opernsängerin (Sopran)
- 1759: Georges Polier de Bottens, Schweizer evangelischer Theologe und Hochschullehrer
- 1760: Andrea Adolfati, italienischer Opernkomponist
- 1761: Franz Anton Pilgram, österreichischer Architekt
- 1763: Heinrich von Brühl, kurfürstlich-sächsischer und königlich-polnischer Premierminister
- 1765: Martin Speer, Regensburger Maler
- 1768: Michel Blavet, französischer Flötist und Komponist
- 1776: Sophie von Sachsen-Hildburghausen, Herzogin von Sachsen-Coburg-Saalfeld
- 1778: Carlos Francisco de Croix, spanischer Offizier, Kolonialverwalter und Vizekönig von Neuspanien
- 1787: Johann Karl August Musäus, deutscher Schriftsteller und Literaturkritiker
- 1792: John Smeaton, britischer Ingenieur
- 1798: Juan José Pérez Hernández, spanischer Seefahrer und Entdecker

### 19. Jahrhundert
- 1802: Matthias Benedikt von Ketteler zu Harkotten, Geheimer Rat und Domherr in Münster
- 1805: Joseph Jones, US-amerikanischer Politiker
- 1806: Charlotte Turner Smith, englische Schriftstellerin, Dichterin und Übersetzerin französischer Prosa
- 1807: Bernhard Friedrich von Buddenbrock, königlich-preußischer Generalmajor
- 1807: Johann Gottfried Herrfurth, königlich-sächsischer Amtsverwalter und Rittergutsbesitzer
- 1808: Josef Klemens Witwer, österreichischer Bildhauer
- 1809: Evan Shelby Alexander, US-amerikanischer Politiker
- 1809: Karl Josef Scholl, deutscher Kommunalpolitiker
- 1810: Edward Carrington, US-amerikanischer Politiker
- 1812: Johann Joseph Beer, böhmischer Klarinettist und Komponist
- 1814: Caspar Steinlin, Schweizer Bürgermeister
- 1815: Jacob Fidelis Ackermann, deutscher Mediziner
- 1817: Jacopo Durandi, italienischer Schriftsteller, Librettist und Historiker

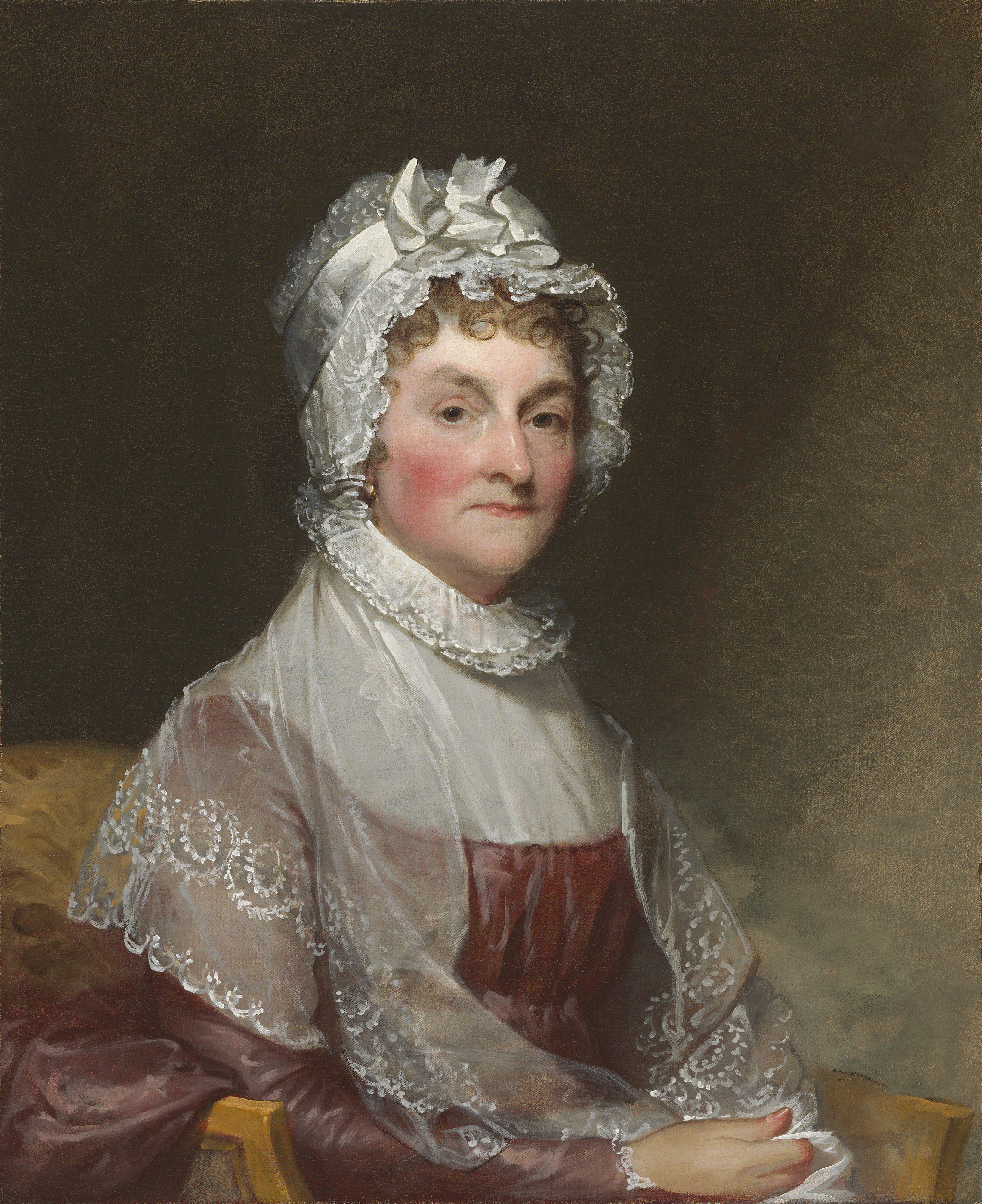
Abigail Adams († 1818)

- 1818: Abigail Adams, US-amerikanische First Lady
- 1820: Friedrich Ludwig Wilhelm von Bredow, preußischer Gutsbesitzer
- 1821: Gaspare Pacchierotti, italienischer Opernsänger und Kastrat
- 1823: Reinhold Berens, deutsch-baltischer Arzt und Schriftsteller
- 1825: Karl Ambros Glutz-Rüchti, Schweizer katholischer Geistlicher
- 1826: Martin Johann Wikosch, österreichischer Pädagoge
- 1827: Friedrich Wilhelm Daniel Snell, deutscher Historiker, Philosoph und Mathematiker
- 1828: Wilhelm Karl Lebrecht von Korckwitz, preußischer Beamter und Gutsherr
- 1829: Johann Heinrich Schmidt, deutscher Porträtmaler
- 1830: Andreas Clemens Biber, deutscher Klavierbauer
- 1830: Gerhard Heinrich Jacobjan Stöckhardt, deutscher lutherischer Geistlicher
- 1831: Georg Wedekind, deutscher Arzt und Revolutionär
- 1832: Ludwig Wolf, deutscher Kupferstecher, Historienmaler und Illustrator
- 1834: Saint-Prix, französischer Schauspieler
- 1835: Johann Evangelist Reiter, deutscher Pfarrer, Geometer, Freskenmaler, Bildhauer, Steinmetz, Musiker und Architekt
- 1835: Johann Strolz, österreichischer Jurist, Volkslied-, Mundartforscher und Schriftsteller
- 1835: Johann Gottfried Wienholt, Bremer Kaufmann und Senator
- 1838: Gabriel Peter von Haselberg, deutscher Jurist und Präsident des Oberappellationsgerichts Greifswald
- 1839: Leopold Löwe, deutscher Theaterschauspieler, Sänger, Komponist und Theaterdirektor
- 1839: William Wilson Potter, US-amerikanischer Politiker
- 1839: Francesco Tiberi, italienischer Kardinal
- 1840: Friedrich von Schoeler, preußischer General
- 1840: John Thomson, schottischer Landschaftsmaler und Gemeindepfarrer
- 1841: Johan August Arfwedson, schwedischer Chemiker
- 1842: Edme-François-Antoine-Marie Miel, französischer Verwaltungsbeamter, Kunstkritiker und Musikschriftsteller
- 1842: Friedrich Christian Wilhelm Vogel, deutscher Buchhändler, Verleger und Buchdrucker
- 1843: Karl von Caspers, bayerischer Generalmajor
- 1843: Karl Lappe, pommerscher Dichter
- 1843: Thomas Robinson junior, US-amerikanischer Politiker
- 1844: Sándor Kisfaludy, ungarischer Dichter und Dramatiker
- 1846: Franz Christian Grimm von Grimmenstein, preußischer Generalmajor
- 1846: Julius Karl Köselitz, deutscher Kauf- und Handelsmann, Kammermeister und Freimaurer
- 1846: Marianna Angeli Pascoli, italienische Genre- und Porträtmalerin
- 1846: Johann Conrad Susemihl, deutscher Zeichner und Kupferstecher
- 1848: Harrison Gray Otis, US-amerikanischer Geschäftsmann, Anwalt und Politiker
- 1849: Johann Dinnendahl, deutscher Konstrukteur und Erfinder
- 1849: Johann Ernst Hoyos-Sprinzenstein, österreichischer Adliger, Offizier und Hofbeamter
- 1849: Georg Philipp Schmidt von Lübeck, norddeutscher Lyriker
- 1852: Francis Baylies, US-amerikanischer Politiker
- 1852: Gerhard Moritz Roentgen, niederländischer Seeoffizier, Maschinenbauingenieur und Schiffbauer
- 1852: Vincenz Eugen Tobisch, böhmisch-polnischer Professor
- 1853: Joseph Heinrich Coppenrath, deutscher Buchhändler, Verleger und Fabrikant
- 1853: Bernhard Petri, österreichischer Agronom
- 1854: Heinrich Friedrich Otto Abel, deutscher Historiker
- 1854: Johann Joseph von Prechtl, österreichischer Technologe
- 1855: Otto Jacobi, deutscher Jurist, Obertribunalrat und Schriftsteller
- 1856: Reinhard Frank, hessischer Jurist und Politiker
- 1856: Jean-Jacques-Émile Goujon, französischer Astronom
- 1856: Johann Peter Krafft, deutscher Genre-, Historien- und Porträtmaler
- 1861: Edwin James, US-amerikanischer Botaniker, Geologe, Militärarzt, Sachbuchautor und Bibelübersetzer
- 1865: Jean Sigg, Schweizer Lehrer, Gewerkschafter und Politiker
- 1866: Julius Traugott von Könneritz, sächsischer Politiker und Vorsitzender des sächsischen Gesamtministeriums
- 1868: Erhard Christian Hagen von Hagenfels, deutscher Jurist und der erste rechtskundige Bürgermeister Bayreuths
- 1878: Johann Georg Kohl, deutscher Reiseschriftsteller, Geograph und Historiker
- 1878: Johann Wöbcken, deutscher Politiker
- 1880: Edouard Séguin, französischer Arzt und Pädagoge
- 1882: Muhammad III. al-Husain, Bey von Tunis
- 1883: Franz Thomas, österreichischer Kaufmann und Politiker
- 1888: Euloge Reignier, französischer Priester und Missionar in Neuseeland
- 1889: Gustav von Rümelin, deutscher Pädagoge und Statistiker
- 1892: Felix Otto Dessoff, deutscher Komponist und Dirigent
- 1894: Rudolf Hildebrand, deutscher Germanist, Lehrer und Sprachwissenschaftler
- 1897: Peter Imandt, deutscher Revolutionär und Vertreter der Arbeiterbewegung
- 1898: Johannes Jakob, Schweizer Textilunternehmer, Gemeinde- und Kantonsrat
- 1899: Ottmar Mergenthaler, deutsch-US-amerikanischer Feinmechaniker (Linotype)
- 1899ː Franziska von Kapff-Essenther, österreichische Autorin, Intellektuelle und Feministin
- 1900: Friedrich Max Müller, deutscher Sprachforscher

### 20. Jahrhundert

#### 1901–1950
- 1901: Paul Rée, deutscher Philosoph
- 1902: Hermine Schuh, deutsche Botanikerin
- 1912: Werner von Bolton,  deutscher Chemiker und Werkstoffwissenschaftler, Erfinder der metallischen Glühfäden
- 1912: Edgar Tinel, belgischer Komponist, Pianist und Kirchenmusiker
- 1914: Richard Heuberger der Ältere, österreichischer Komponist, Dirigent, Musikpädagoge und Musikjournalist
- 1916: Cleveland Abbe, US-amerikanischer Astronom und Meteorologe
- 1916: Oswald Boelcke, deutscher Jagdpilot
- 1918: Carl Skoda, österreichischer Hofschauspieler
- 1921: William Speirs Bruce, schottischer Polarforscher und Ozeanograph
- 1924: Walter Boveri, schweizerisch-deutscher Industrieller, Mitgründer von Brown, Boveri & Cie (BBC)
- 1924ː Antonie Traun, deutsche Sozialreformerin
- 1925ː Françoise d’Orléans, Mitglied des Hauses Orléans, Herzogin von Chartres
- 1929: Theodore E. Burton, US-amerikanischer Politiker
- 1929: Bernhard Fürst von Bülow, deutscher Politiker, Staatsminister, Reichskanzler
- 1931: Patrick McMahon Glynn, australischer Politiker
- 1932: Willi Max Scheid, deutscher Architekt, Gebrauchsgrafiker und Hochschullehrer
- 1937: Georg Domizlaff, deutscher Präsident der Oberpostdirektion
- 1937: Martin Donndorf, Oberbürgermeister der Stadt Weimar von 1910 bis 1920
- 1937: Marianne von Eschenburg, österreichische Malerin
- 1939: Alice Brady, US-amerikanische Schauspielerin
- 1942: Adolphe Marty, französischer Organist, Komponist und Musikdozent
- 1943: Franz Schacherl, österreichischer Architekt
- 1943: Guillermo Vergara, chilenischer Maler
- 1944: Kurt Gerron, deutscher Schauspieler und Regisseur
- 1944ː Bertha Neumann, deutsche Sozialwissenschaftlerin und Opfer des Holocaust
- 1944: Konrad Wallerstein, tschechischer Gesangslehrer, Pädagoge und Komponist
- 1946: Manuel Ortiz de Zárate, chilenischer Maler
- 1949: Jaroslav Labský, tschechischer Komponist

#### 1951–2000

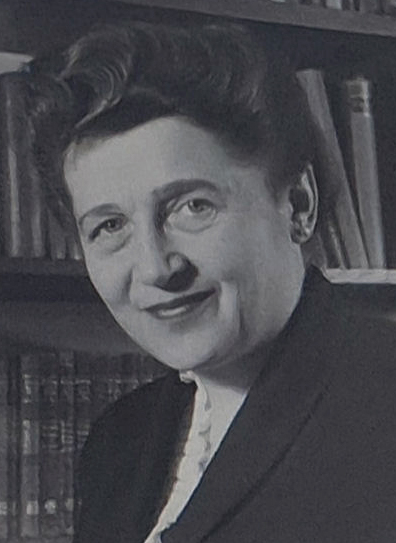
Annedore Leber († 1968)

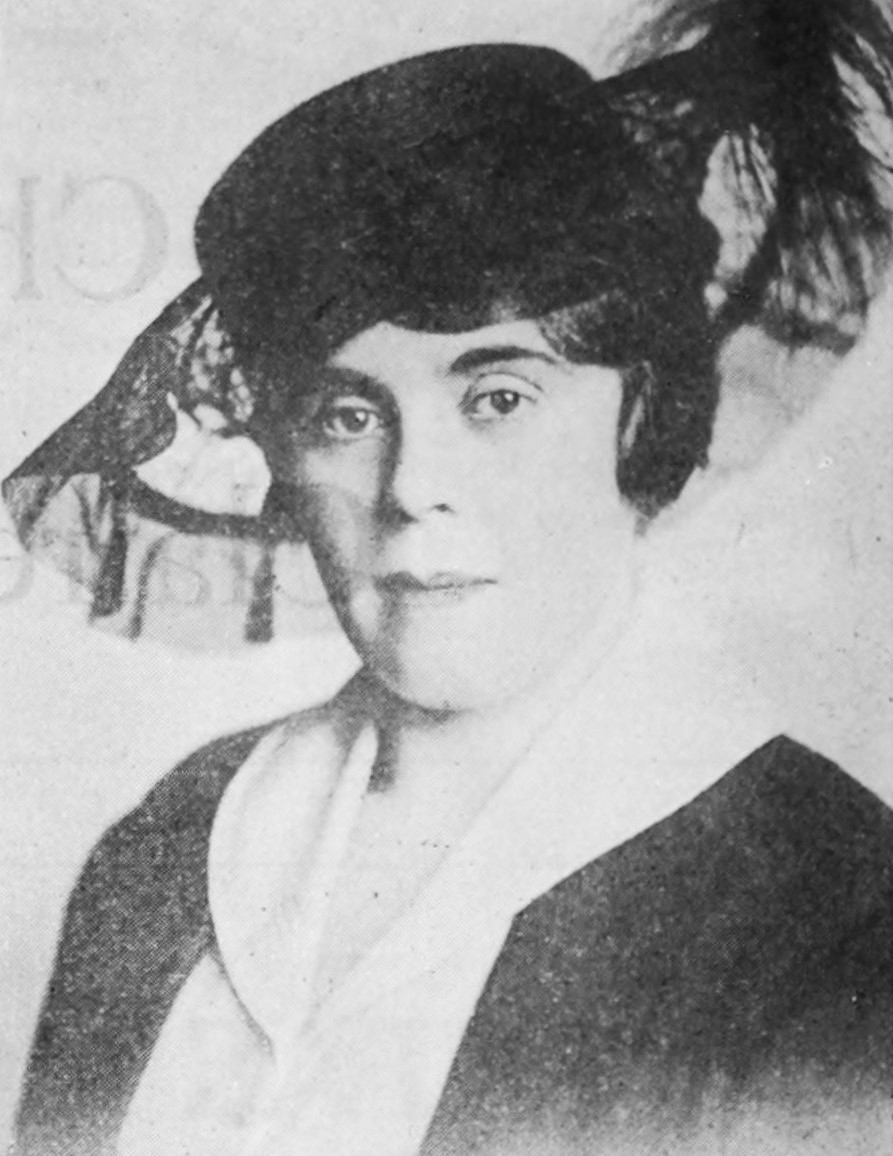
Dorothy Vernon († 1970)

- 1953: Archimede Rosa, italienischer Automobilrennfahrer
- 1958: Hermann Breymann, deutscher Politiker (SPD)
- 1959: Walther Bauersfeld, deutscher Ingenieur und Physiker
- 1959: Egon Kornauth, österreichischer Komponist, Pianist und Dirigent
- 1960: Margarita Abella Caprile, argentinische Schriftstellerin
- 1962: Pierre Froidebise, belgischer Organist und Komponist
- 1963: Mart Saar, estnischer Komponist
- 1964: Harold Hitz Burton, US-amerikanischer Richter und Politiker
- 1965: Luigi Amoroso, italienischer Mathematiker und Wirtschaftswissenschaftler
- 1965: Earl Bostic, US-amerikanischer Musiker
- 1968: Annedore Leber, deutsche Publizistin und Politikerin
- 1969: Teodoro Fuchs, argentinischer Dirigent und Musikpädagoge
- 1969: Kornei Tschukowski, russischer Dichter
- 1970: Dorothy Vernon, US-amerikanische Schauspielerin
- 1972ː Hettie Dyhrenfurth, deutsch-schweizerische Bergsteigerin (Erstbesteigung des Queen Mary Peak)
- 1972: Mitchell Leisen, US-amerikanischer Filmregisseur
- 1973: Lis Beyer-Volger, deutsche Textildesignerin, Weberin und Grafikerin
- 1973: Taha Hussein, arabischer Schriftsteller
- 1973: Sergio Tofano, italienischer Comiczeichner, Schriftsteller, Regisseur, Schauspieler und Maskenbildner
- 1974: Bill Campbell, US-amerikanischer American-Football-Spieler
- 1975: Franz Marszalek, deutscher Dirigent
- 1975: Hans Uhlmann, deutscher Bildhauer
- 1977: Bruno Streckenbach, deutscher SS-Gruppenführer, Generalleutnant der Waffen-SS, als Kriegsverbrecher angeklagt
- 1980: Benvenuto Terzi, italienischer Komponist und Konzertgitarrist
- 1981: Gerhard Gregor, deutscher Organist und Pianist
- 1981: Jan Komasa, polnischer Regisseur und Drehbuchautor
- 1982: Mario Agustoni, Schweizer Politiker und Jurist
- 1982: Robert d’Escourt Atkinson, britischer Astronom, Physiker und Erfinder
- 1982: Hendri Spescha, Schweizer Autor und Politiker
- 1984: Knut Erik Alexander Nordahl, schwedischer Fußballspieler
- 1988: Pietro Annigoni, italienischer Maler
- 1989: Rudolf von Bennigsen-Foerder, deutscher Manager und Vorstandsvorsitzender (VEBA)
- 1989: Kateb Yacine, algerischer Schriftsteller
- 1990: Sigrid Kressmann-Zschach, deutsche Architektin und Bauunternehmerin
- 1990: Robert Jan Verbelen, flämischer Schriftsteller
- 1991: Sebastião Gomes, osttimoresischer Unabhängigkeitsaktivist
- 1991: Paul Ott, deutscher Orgelbauer
- 1994: Liselotte Dieckmann, deutsche Germanistin und Literaturwissenschaftlerin
- 1994: Agnes Fink, deutsche Schauspielerin
- 1994: Sylvia Stave, schwedische Designerin
- 1995: Spiridon Neven DuMont, deutscher Fotograf
- 1995: Gisela Schlüter, deutsche Schauspielerin und Kabarettistin
- 1996: Maria Grevesmühl, deutsche Violinistin und Hochschuldozentin
- 1996: Franca Magnani, italienische Journalistin
- 1998: Ted Hughes, britischer Lyriker
- 1998ː Ingeborg Naß, deutsche Schauspielerin, Kabarettistin und Chansonsängerin
- 1999: Charlene Heisler, kanadische Astronomin
- 1999: Robert Linn, US-amerikanischer Komponist und Musikpädagoge
- 2000: Carlos Guastavino, argentinischer Komponist

### 21. Jahrhundert
- 2002: Erling Persson, schwedischer Unternehmer, Gründer von H&M
- 2002: Gerhard Szczesny, deutscher Philosoph
- 2003: Joan Perucho, spanischer Schriftsteller
- 2003: Aleksandar Rajtschew, bulgarischer Komponist
- 2004: Gertrud Burgsthaler-Schuster, österreichische Opernsängerin
- 2004: Rosalind Hicks, britische Tochter von Agatha Christie
- 2004: Maximos Salloum, libanesischer Geistlicher, Erzbischof Akka
- 2005: Eugene K. Bird, US-amerikanischer Offizier, Direktor des Kriegsverbrechergefängnis Spandau
- 2005: Raymond Hains, französischer Maler und Bildhauer
- 2005: Richard E. Smalley, US-amerikanischer Chemiker, Nobelpreisträger
- 2006: Red Auerbach, US-amerikanischer Basketballtrainer
- 2006: Tina Aumont, französische Schauspielerin
- 2007: Evelyn Hamann, deutsche Schauspielerin
- 2007: Jimmy Makulis, griechischer Schlagersänger
- 2007: Hilmar Selle, deutscher Politiker, MdL
- 2008: Buck Adams, US-amerikanischer Pornodarsteller und Regisseur
- 2009: Heiner Gautschy, Schweizer Radio- und Fernsehjournalist
- 2009: Taylor Mitchell, kanadische Folksängerin
- 2010: James MacArthur, US-amerikanischer Schauspieler
- 2010: Jonathan Motzfeldt, grönländischer Politiker
- 2011: Jiří Gruša, tschechischer Schriftsteller, Lyriker, Dissident und Diplomat
- 2012: Merry Anders, US-amerikanische Schauspielerin
- 2013: Tadeusz Mazowiecki, polnischer Publizist, Bürgerrechtler und Politiker, Ministerpräsident
- 2014: Eberhard Prüter, deutscher Schauspieler und Synchronsprecher
- 2018: Colm Christle, irischer Radrennfahrer
- 2018: Edward Dwurnik, polnischer Maler und Grafiker
- 2018: David Kenneth Fieldhouse, britischer Historiker
- 2018: Christoph Heckel, deutscher Bassist
- 2018: Hubert Hoelzke, deutscher Drehbuchautor, Schauspieler und Regisseur
- 2018: Georg Nicolaus Knauer, deutsch-US-amerikanischer Philologe
- 2018: Walter Krüger, deutscher Leichtathlet
- 2018: Marina Libakowa-Liwanowa, sowjetische bzw. russische Moderatorin, Schauspielerin und Schauspiellehrerin
- 2018: Eldridge M. Moores, US-amerikanischer Geologe
- 2018: Ernő Polgár, ungarischer Schriftsteller
- 2019: Kay Hagan, US-amerikanische Politikerin, Senatorin
- 2019: Jutta Zoff, deutsche Konzertharfenistin und Pianistin
- 2020: Fridolin Dallinger, österreichischer Komponist, Musikpädagoge und Maler
- 2021: Ali Baghbanbashi, iranischer Leichtathlet
- 2021: João da Paula, portugiesischer Ruderer
- 2022: Jerry Lee Lewis, US-amerikanischer Rock-’n’-Roll- und Country-Musiker
- 2022: Heinz Winkler, deutsch-italienischer Koch und Autor
- 2023: Matthew Perry, US-amerikanischer Schauspieler

## Feier- und Gedenktage
- Kirchliche Gedenktage
  - Hl. Simon, Apostel (anglikanisch, evangelisch, katholisch)
  - Hl. Judas Thaddäus, Apostel (evangelisch, katholisch)
  - Hl. Marcellus von Tanger, römischer Soldat und Märtyrer (evangelisch, der katholische Gedenktag ist am 30. Oktober)
  - Hl. Cassian von Tanger, römischer Märtyrer, eventuell Schreiber (evangelisch, der katholische Gedenktag ist am 3. Dezember)
- Namenstage
  - Simon
- Staatliche Feier- und Gedenktage
  - Griechenland: Ochi-Tag (1940)
  - Tschechien: Gründung der Tschechoslowakei (1918)

Weitere Einträge enthält die Liste von Gedenk- und Aktionstagen.